# Star Trek
Denna artikel handlar om tv- och filmserien "Star Trek". För originalserien, se Star Trek: The Original Series. För originalfilmen med samma namn, se Star Trek (film, 1979). För J.J. Abrams film med samma namn, se Star Trek (film, 2009).
Star Trek är en amerikansk science fiction-TV- och spelfilmsserie skapad av Gene Roddenberry. Den inkluderar åtta tv-serier, tretton spelfilmer samt hundratals romaner, datorspel och andra verk som tillsammans bildar ett fiktivt Star Trek-universum. Den 8 september 1966 sändes det första avsnittet i amerikansk TV. I Star Trek skildras i mångt och mycket Gene Roddenberrys optimistiska framtidsvision där mänskligheten har övervunnit sjukdomar, rasism, fattigdom, intolerans och krig på Jorden. De centrala rollfigurerna tillhör en Stjärnflotta som ingår i en galaktisk federation, Förenade planeters federation och utforskar galaxen, finner nya världar och möter nya civilisationer.
Efter att den första serien slutade sändas i juni 1969 fick Star Trek kultstatus. I dag är varumärket en miljardindustri med mässor för anhängarna och en omfattande produktion av bland annat böcker, spelfilmer, hemvideoutgivningar, leksaker och kläder. Star Trek är ett kulturfenomen och anses ofta vara en av de mest betydelsefulla och populära science fiction-serierna i TV genom tiderna.
Tekniken som förekkommer i serierna och filmerna om Star Trek har inspirerat många forskare världen över. I dag har många av dessa, som på tiden när avsnitten ursprungligen bara var science fiction, förverkligats.

## TV-serier
Star Trek startade som en tv-serie år 1966. Hittills (2022) har elva serier producerats inklusive tre animerade serier. Totalt har 726 individuella avsnitt visats under 30 säsonger.

### Star Trek(1966–1969)
Star Trek hade premiär på NBC den 8 september 1966.
Serien skapades av Gene Roddenberry och i huvudrollerna återfanns bland annat William Shatner, Leonard Nimoy och DeForest Kelley. Star Trek utspelar sig i ett utopiskt 2200-tal och handlar om besättningen och deras äventyr ombord på rymdskeppet Enterprise. I Sverige premiärvisades serien först den 4 februari 1977 kl 18:30 på SVT2 med avsnittet "Där ingen färdats förr".
Det första avsnittet, "The Man Trap," var egentligen det femte Star Trek-avsnittet som producerades. Roddenberry hade först skrivit och producerat pilotavsnittet "The Cage" med en skådespelarensemble ledd av veteranen Jeffrey Hunter. Detta avsnitt blev dock refuserat av inte mindre än tre stora amerikanska TV-bolag. Till slut fattade NBC tycke och lät Roddenberry producera ett andra pilotavsnitt "Where No Man Has Gone Before" med en helt ny ensemble. Denna gång fick Shatner rollen som befälhavaren och den enda figuren som fanns kvar från "The Cage" var Mr Spock. "Where No Man Has Gone Before" blev det tredje avsnittet som visades medan manuset till "The Cage" skrevs om och blev dubbelavsnittet "The Menagerie".
Star Trek var ingen omedelbar succé och tittarsiffrorna var initialt låga. Serien hotades av nedläggning både efter den första säsongen och efter den andra säsongen. Båda gångerna startades en kampanj av aldrig tidigare skådat mått och Star Trek-anhängare lyckades till slut övertyga NBC att producera ännu säsong. Efter andra säsongen flyttades Star Treks sändningstid till en mycket sämre dag, budgeten skars ner ordentligt och tittarsiffrorna sjönk. Det sista avsnittet sändes den 3 juni, 1969.
Men serien fick nytt liv tack vare syndikering av avsnitten på många olika kanaler. Ryktet spreds om Star Trek, och flera böcker om fenomenet publicerades. Serien blev välkänd, figurerna folkkära och termer såsom "warp" och "phaser" (ett vapen) blev allmängods. Snart började det uppstå rykten om att det skulle spelas in filmer eller eventuellt komma en uppföljande serie, och Gene Roddenberry gjorde inget för att dementera de ryktena. Frasen live long and prosper, på svenska lev länge och väl, blev internationellt känd efter att den använts av Mr. Spock och har sedan dess ofta används i Star Trek-universumet som en standardfras av personer från Vulcan.
För att särskilja denna första serie från de efterföljande brukar den numera kallas för Star Trek: The Original Series, ofta förkortat ST:TOS eller TOS.

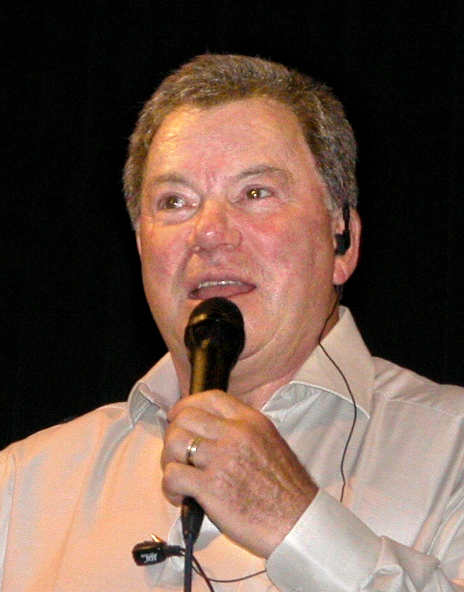
William Shatner (James T. Kirk)
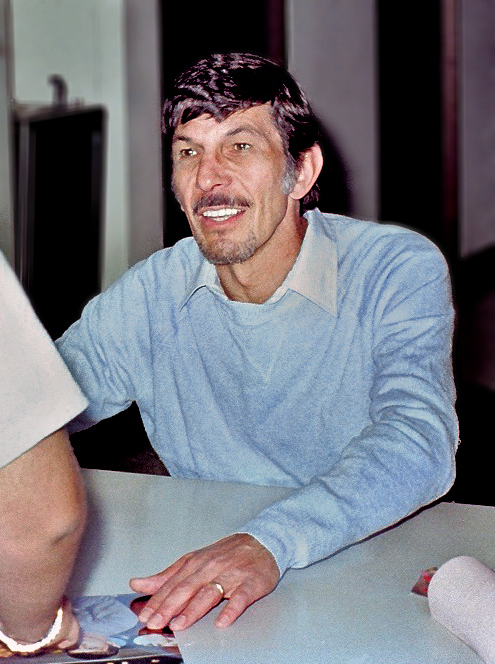
Leonard Nimoy (Spock)
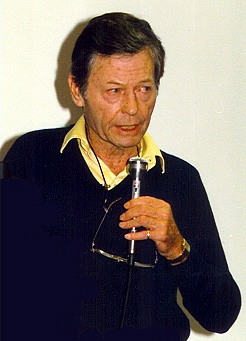
DeForest Kelley (Leonard "Bones" McCoy)
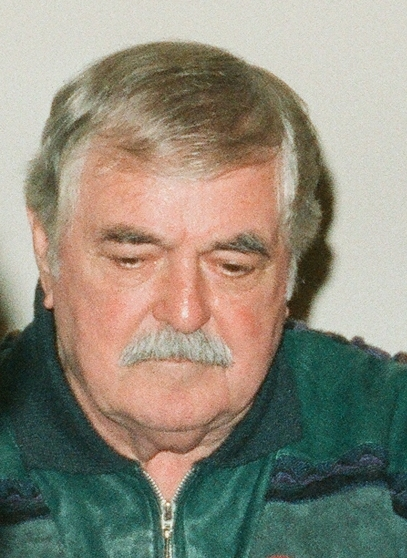
James Doohan (Montgomery "Scotty" Scott)
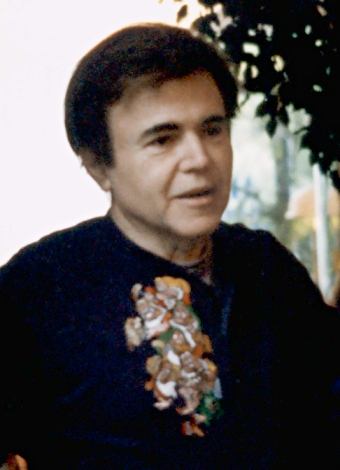
Walter Koenig (Pavel Chekov)
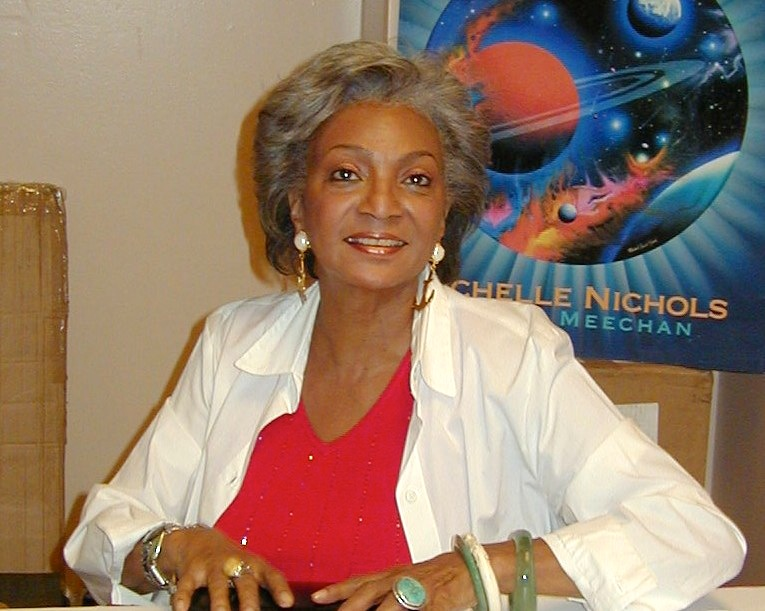
Nichelle Nichols (Nyota Uhura)
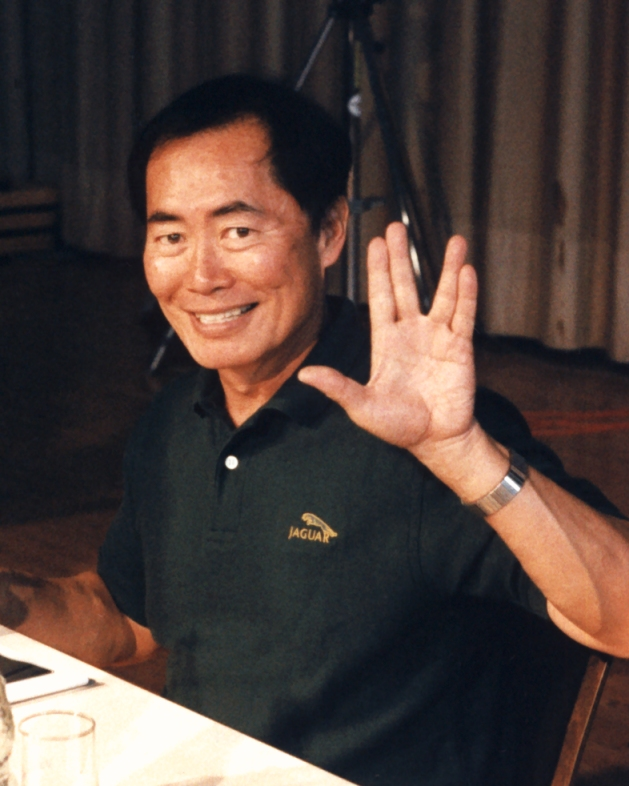
George Takei (Hikaru Sulu)
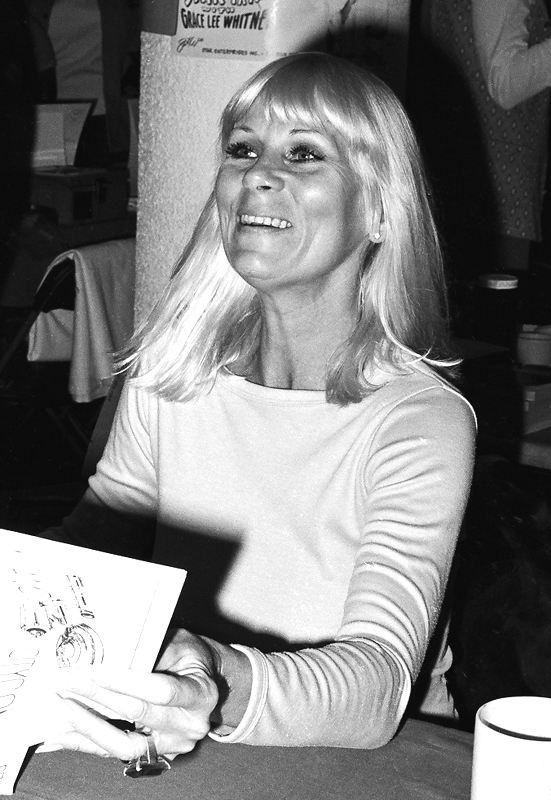
Grace Lee Whitney (Janice Rand)

### Star Trek(1973–1974)

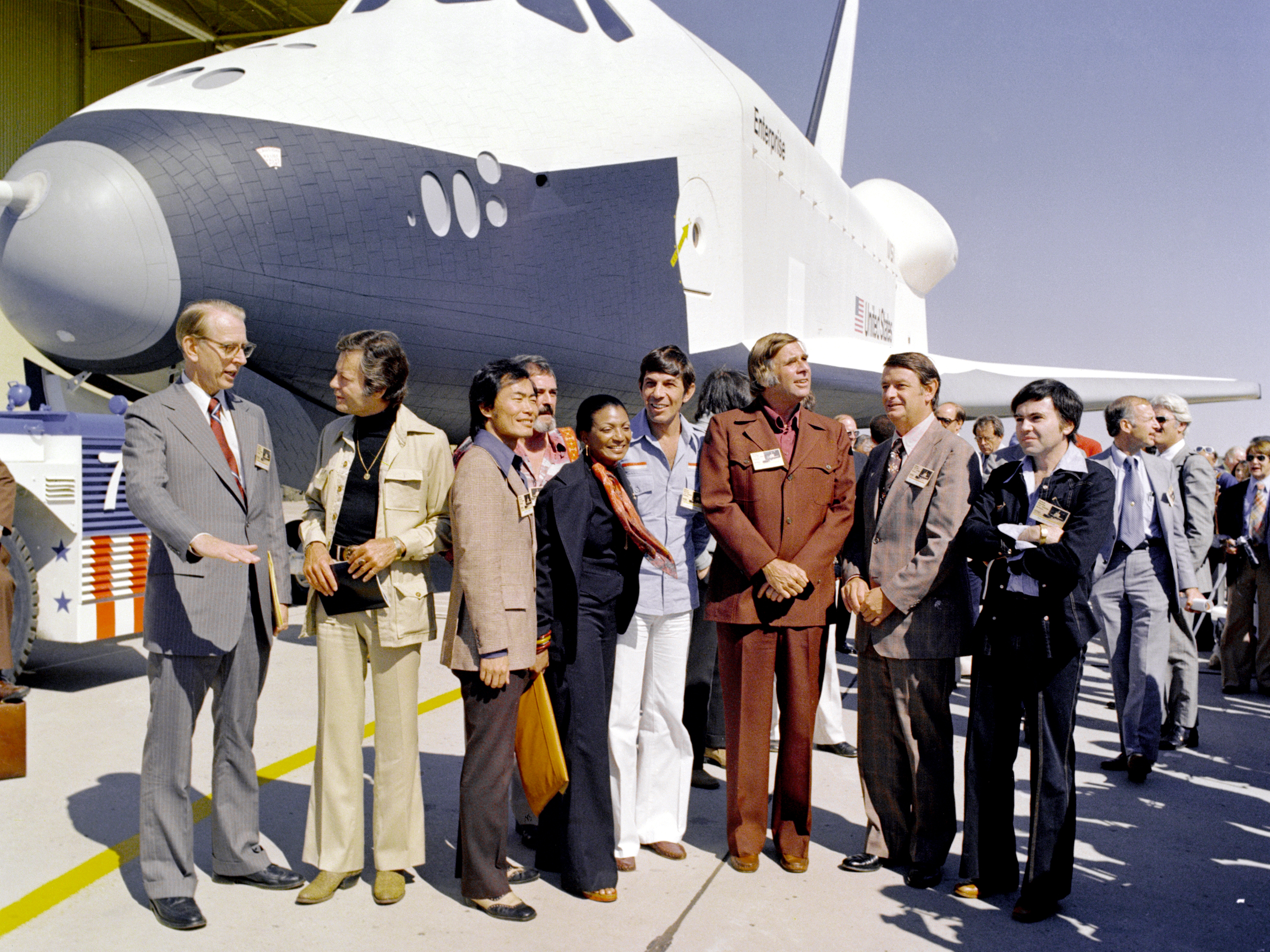
Besättningen på TV-seriens Enterprise får vara med på invigningen av rymdskytteln Enterprise, från vänster Dr. James D. Fletcher (NASA-administratör), DeForest Kelley (Dr. "Bones" McCoy), George Takei (Mr. Sulu), James Doohan (Chief Engineer Montgomery "Scotty" Scott), Nichelle Nichols (Lt. Uhura), Leonard Nimoy (Mr. Spock), Gene Roddenberry (Star Treks skapare), George Low (Nasas ställföreträdande administratör) och Walter Koenig (Ensign Pavel Chekov).

Denna tecknade serie visades under namnet Star Trek, men har efter det mest blivit känd som Star Trek: The Animated Series (även förkortat till ST:TAS eller TAS). Serien producerades av Filmation och visades under två säsonger med totalt 22 halvtimmesavsnitt.
De flesta av skådespelarna från originalserien medverkade genom att ge röster till figurerna. Trots att animeringen gav frihet till att skapa storslagna utomjordiska landskap och exotiska livsformer gjorde seriens låga budget att kvaliteten hämmades. Några avsnitt är speciellt intressanta genom medverkan av välkända science fiction författare. Serien räknas normalt inte som kanonisk vilket skapat kontroverser hos många trekkers. Ett undantag är de delar av avsnittet Yesteryear som visar Spocks barndom. Även andra element har arbetat sig in i Star Treks kanon. Kirks mellannamn "Tiberius" nämndes först i TAS och blev senare officiellt i filmen Star Trek 6 (Star Trek VI: The Undiscovered Country). Star Trek: Enterprise har också införlivat flera koncept från TAS som därför numera anses kanoniska.

### Star Trek: Phase II(1978; ej producerad)
Star Trek: Phase II skulle lanseras som flaggskeppet i en tänkt tv-kanal från Paramount under 1978. Manus skrevs till tolv avsnitt och meningen var att större delen av originalbesättningen skulle återkomma för nya äventyr ombord på rymdskeppet Enterprise. Leonard Nimoy gick emellertid inte med på att återkomma som Spock, och en Vulcan vid namn Xon var planerad att ta hans ställe. Det fanns dock en förhoppning att Nimoy kunde göra gästframträdanden i serien. Flera kulisser hann byggas och testfilmning påbörjades innan Paramount valde att lägga ner satsningen på den nya serien och istället göra en Star Trekfilm. En bidragande orsak till att man istället valde att satsa på en biograffilm var populariteten av den då nysläppta filmen Stjärnornas krig.
Manuset till det första avsnittet omarbetades till filmen Star Trek och två andra avsnitt anpassades senare till avsnitt i serien Star Trek: The Next Generation.
Sägas ska också att det nu finns en fan-serie som har samma namn.

### Star Trek: The Next Generation(1987–1994)
Star Trek: The Next Generation (ofta förkortat ST:TNG eller TNG) utspelas nästan ett århundrade efter originalserien och behandlar en ny besättning ombord på ett nytt rymdskepp. Serien producerades enbart för syndikering.
Det två timmar långa pilotavsnittet, Encounter at Farpoint, visades första gången i amerikansk TV den 28 augusti, 1987. TV-serien blev en tittarsuccé och avslutades efter 7 säsonger med avsnittet All Good Things... den 29 maj, 1994. Star Trek: The Next Generation visades första gången i svensk tv 1992, då på TV 4. Serien fick då namnet "Star Trek: Den andra generationen". TV 4 visade emellertid bara de 13 första avsnitten. Kanal 5 började den 16 september 1994 att visa serien, och ZTV, som i maj 2006 gjordes om till TV6, har visat Star Trek Next Generation i flera omgångar.
Det är i Star Trek Next Generation som förklaringen till hur humanoider har blivit den dominerande arten på flertalet beboeliga planeter levereras. I ett avsnitt berättas om en urgammal, människoliknande art, vars civilisation nådde sin höjdpunkt för omkring 4,5 miljarder år sedan. Denna gamla art utforskade galaxen men fann inga varelser som liknade dem, varken tekniskt avancerade eller samhällen på en lägre teknisk och vetenskaplig nivå. Denna urgamla art insåg att de inte skulle existera i all evighet, och bombarderade därför haven på ett stort antal planeter för att evolutionen i slutändan skulle frammana en intelligent humanoid. Således har människor, klingoner, vulcaner, romulaner, bajoraner, cardassier och många fler arter i Star Trek-universumet en ursprunglig gemensam genpool.
Star Trek: The Next Generation var den mest sedda av alla Star Trek-serierna. För många anhängare är detta Star Treks "gyllene epok" främst för den breda allmänna acceptansen, de höga tittarsiffrorna och Roddenberry aktiva engagemang i serien (Roddenberry var i livet under de första åren som serien sändes).

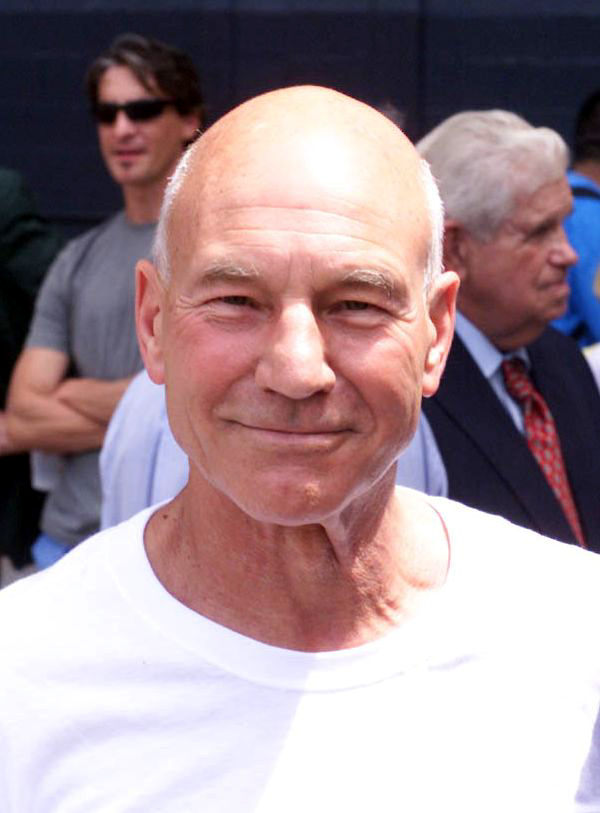
Patrick Stewart (Jean-Luc Picard)
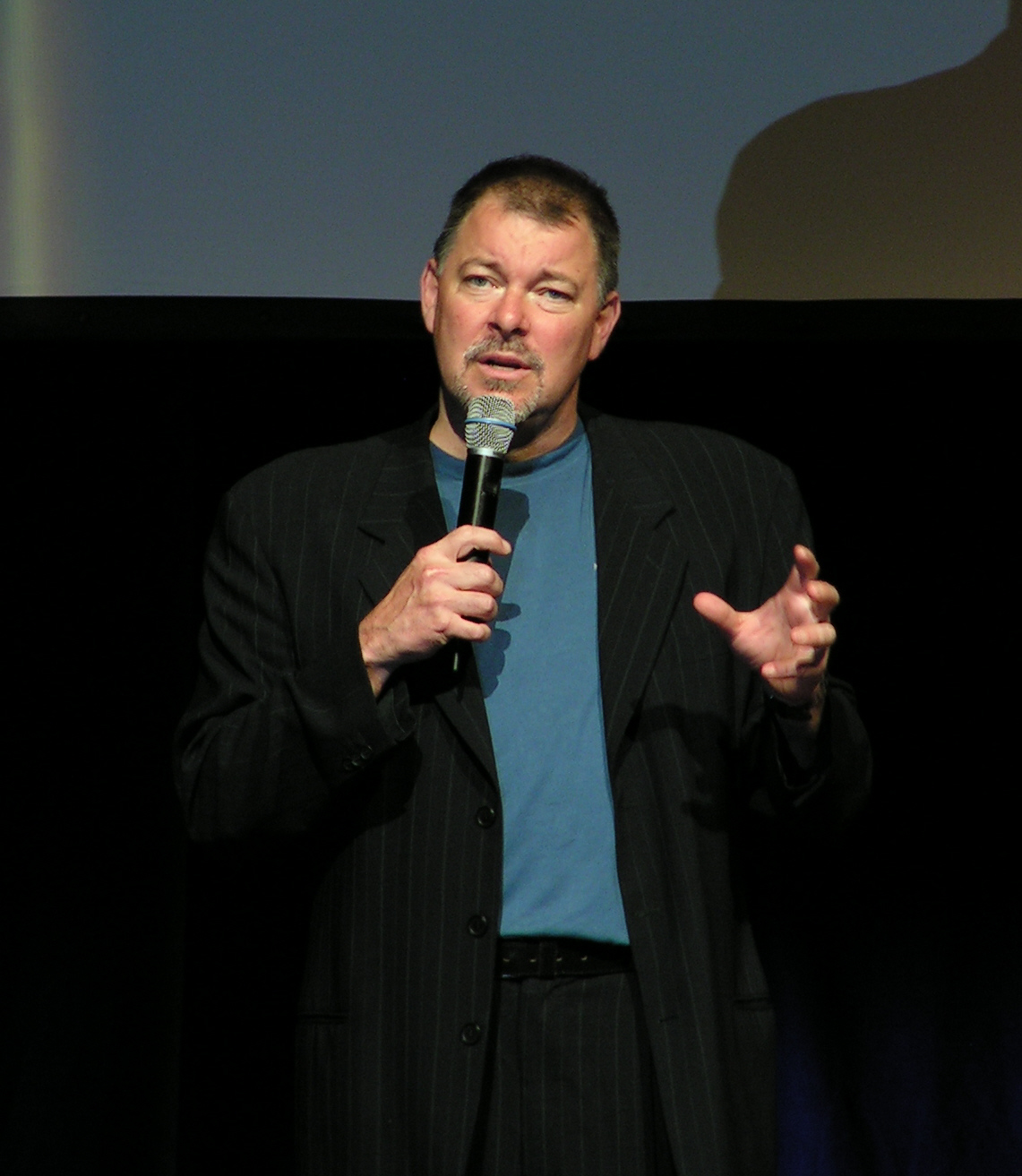
Jonathan Frakes (William Riker)
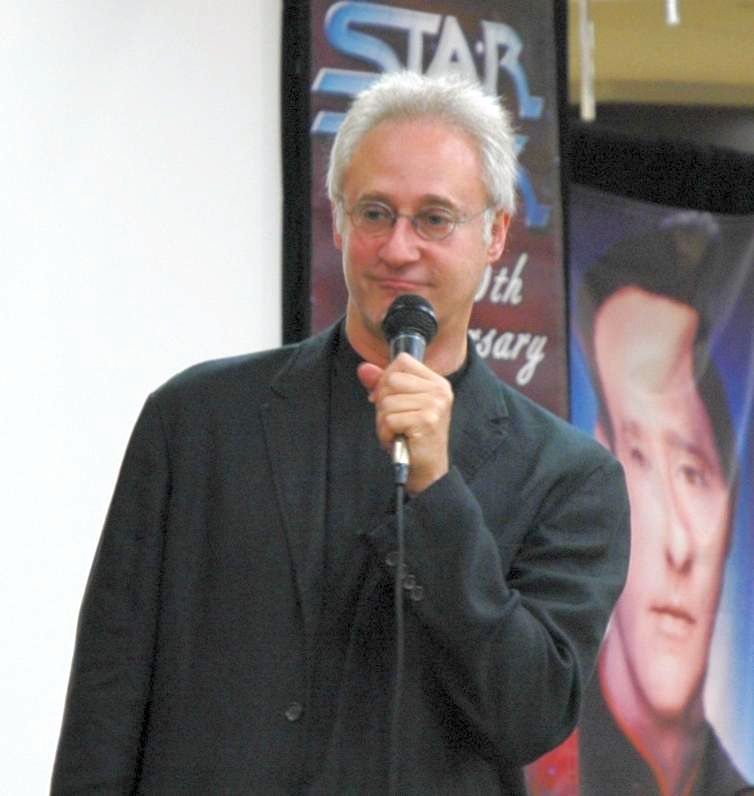
Brent Spiner (Data)
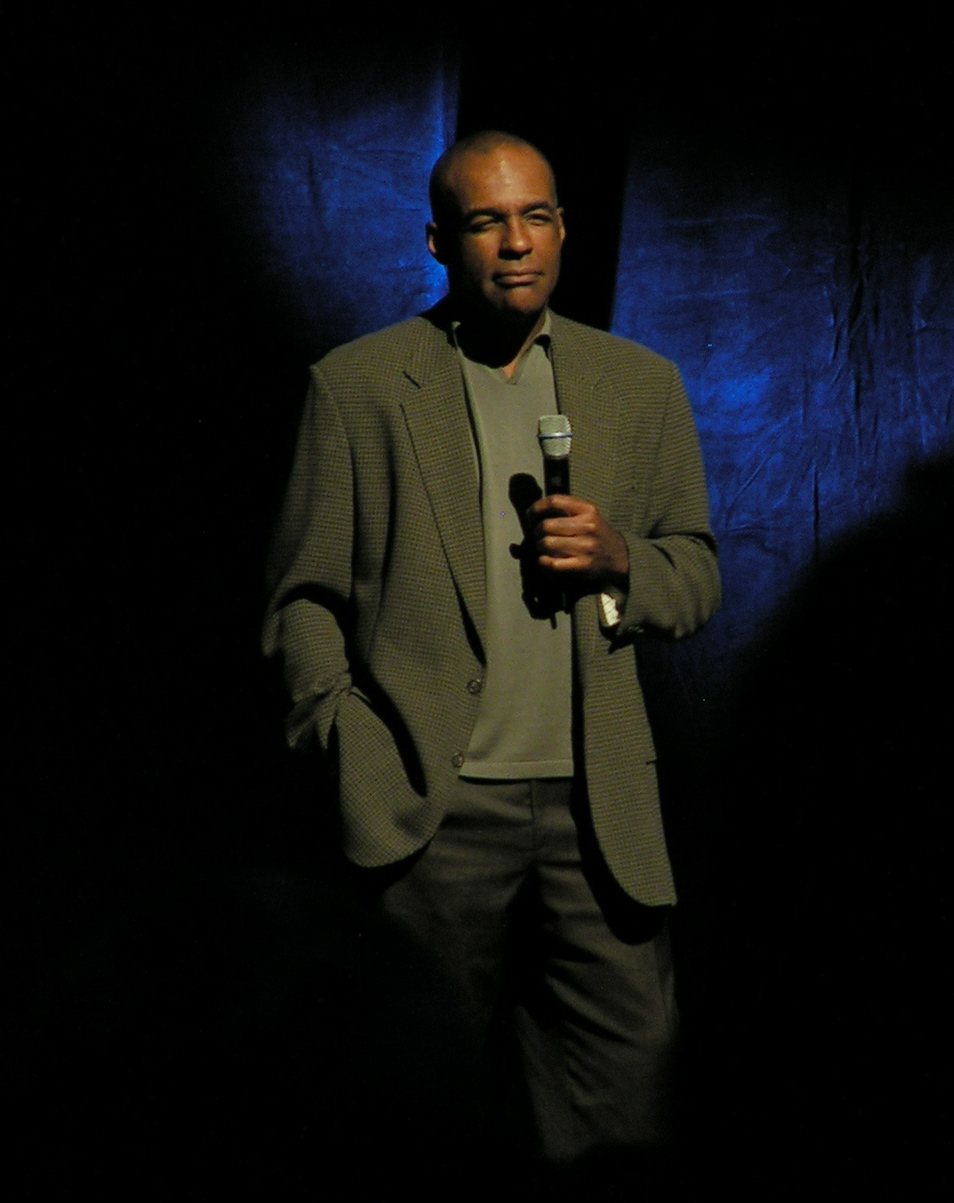
Michael Dorn (Worf)
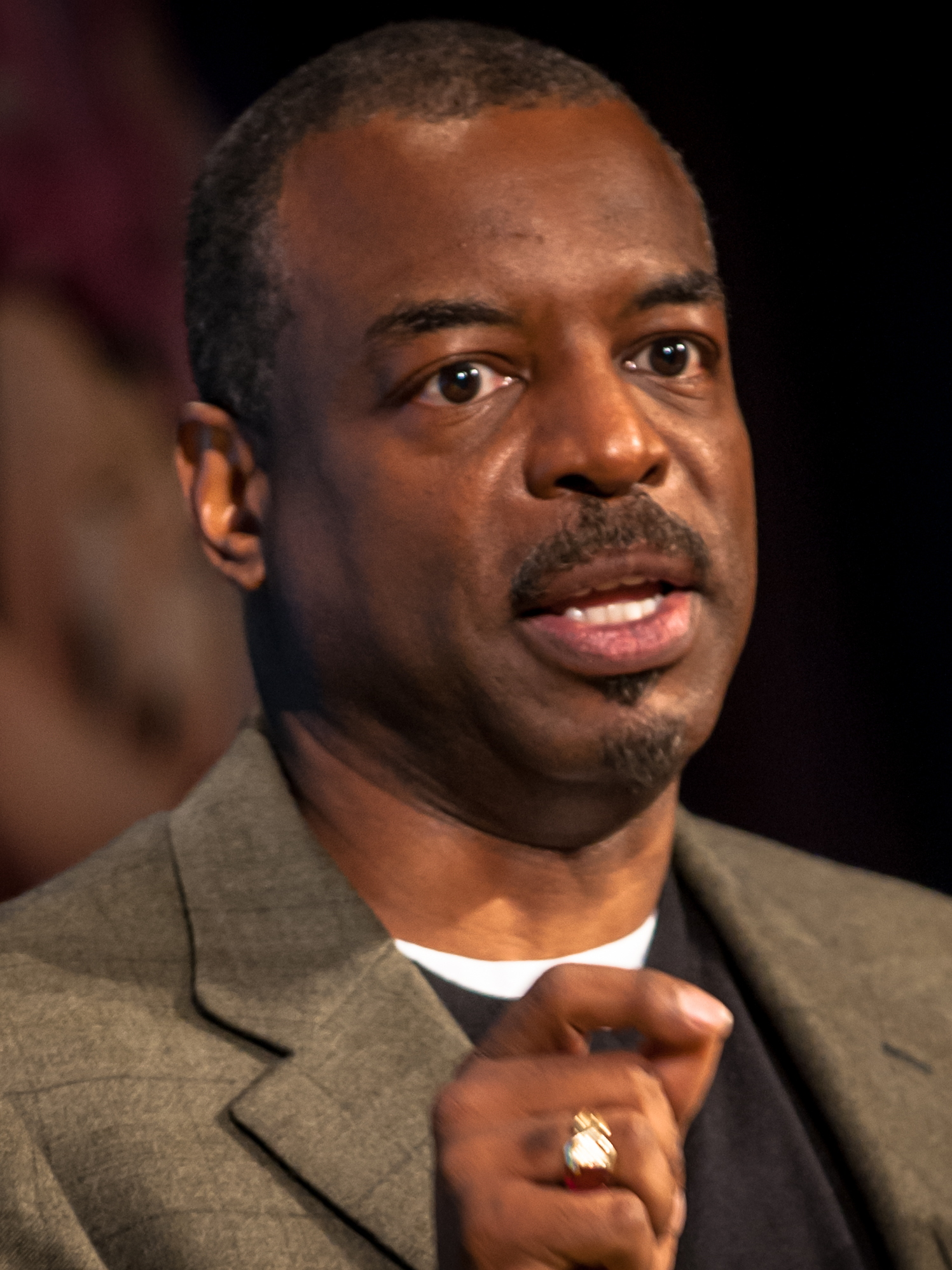
LeVar Burton (Geordi LaForge)
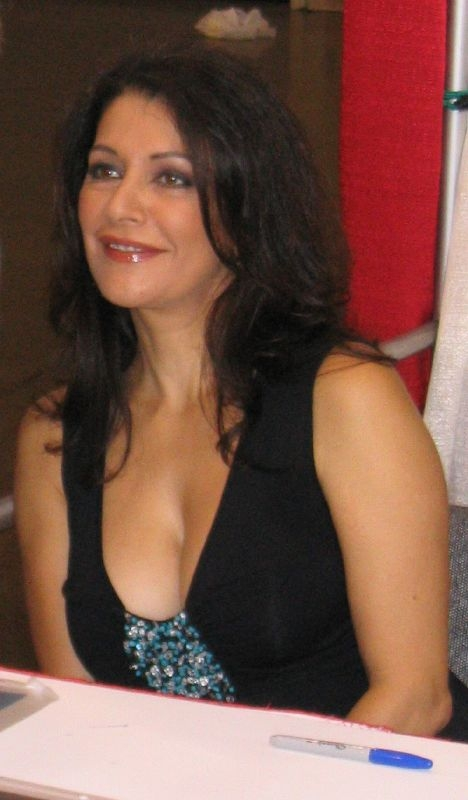
Marina Sirtis (Deanna Troi)
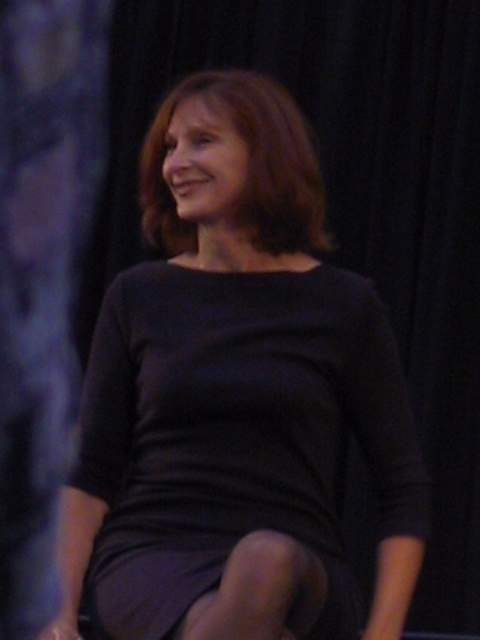
Gates McFadden (Beverly Crusher)
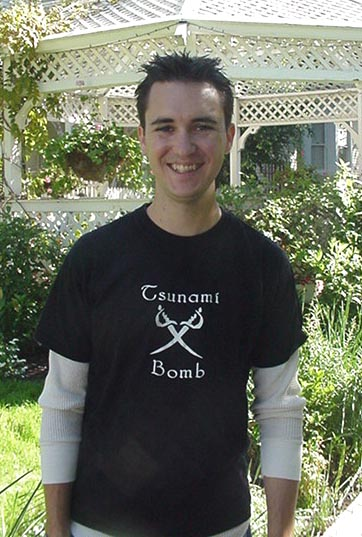
Wil Wheaton (Wesley Crusher)
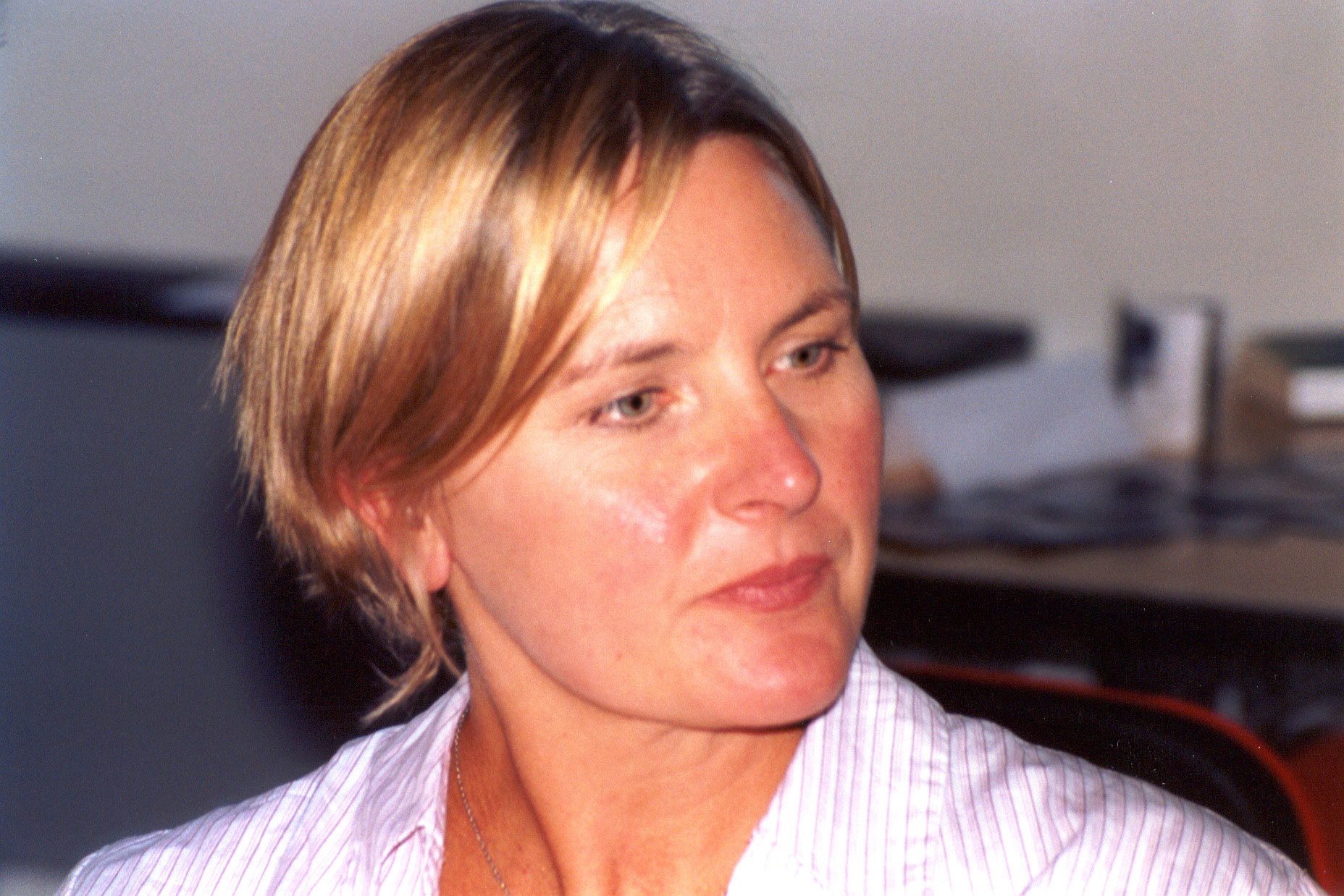
Denise Crosby (Tasha Yar)
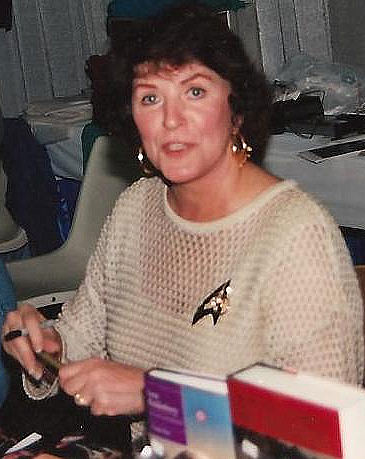
Majel Barrett (Lwaxana Troi)
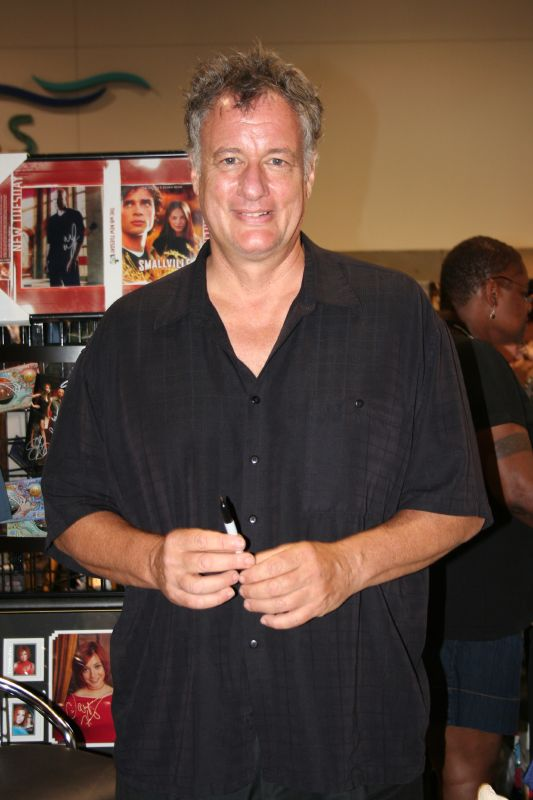
John de Lancie (Q)
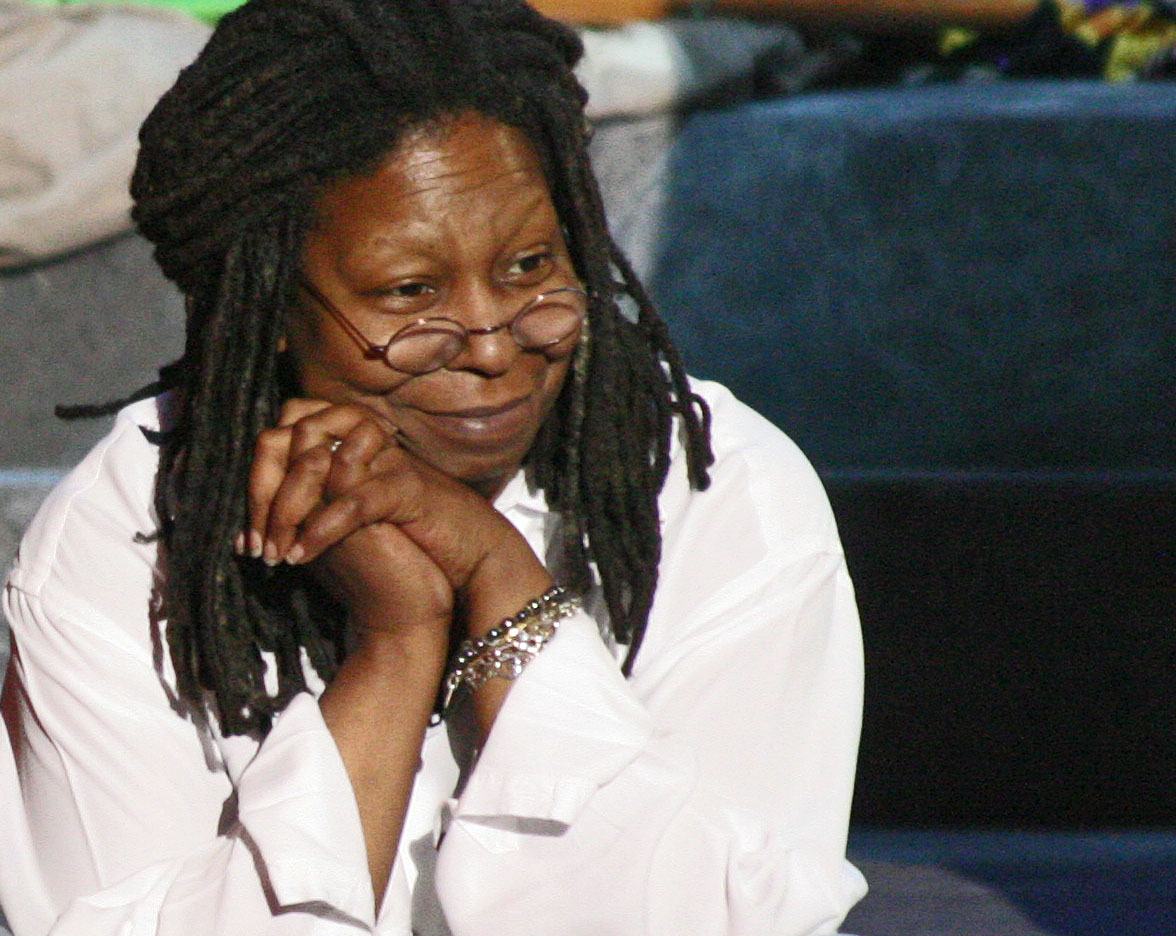
Whoopi Goldberg (Guinan)
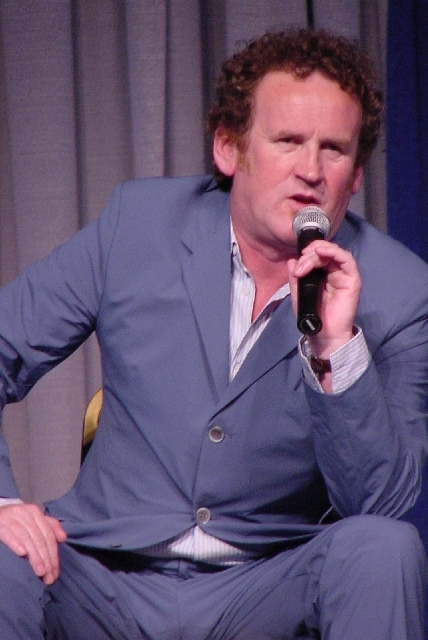
Colm Meaney (Miles O'Brien)
Dwight Schultz (Reginald Barclay)

### Star Trek: Deep Space Nine(1993–1999)
Star Trek: Deep Space Nine (ofta förkortat ST:DS9 eller DS9) producerades under sju säsonger och var den första Star Trek-serien som skapades utan någon direkt inblandning från Gene Roddenberry.
Serien skildrar händelserna kring rymdstationen Deep Space Nine och introducerade Avery Brooks som kommendörkapten Benjamin Sisko, den första afroamerikanska skådespelare i en huvudroll som befälhavare i en Star Trek-serie. I det första avsnittet upptäcker besättningen ett närliggande stabilt maskhål vilket möjliggör resande till och från den hitintills outforskade Gammakvadranten. Detta gör att rymdstationen omedelbart blir mycket intressant ur såväl vetenskaplig, militär och ekonomisk synvinkel.
Deep Space Nine övergav många av de utopiska teman som förkroppsligades i de tidigare Star Trek serierna och fokuserade mer på krig, religion, politiska kompromisser och andra nutida frågor, inte helt olikt den samtida TV-serien Babylon 5. På grund av seriens generellt mörkare tema lyckades den inte attrahera alla anhängare av den generellt ljusare Next Generation.

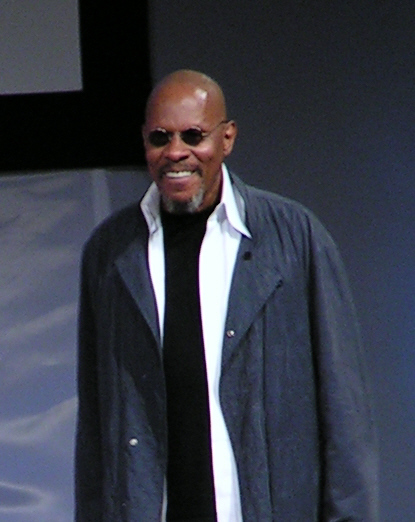
Avery Brooks (Benjamin Sisko)
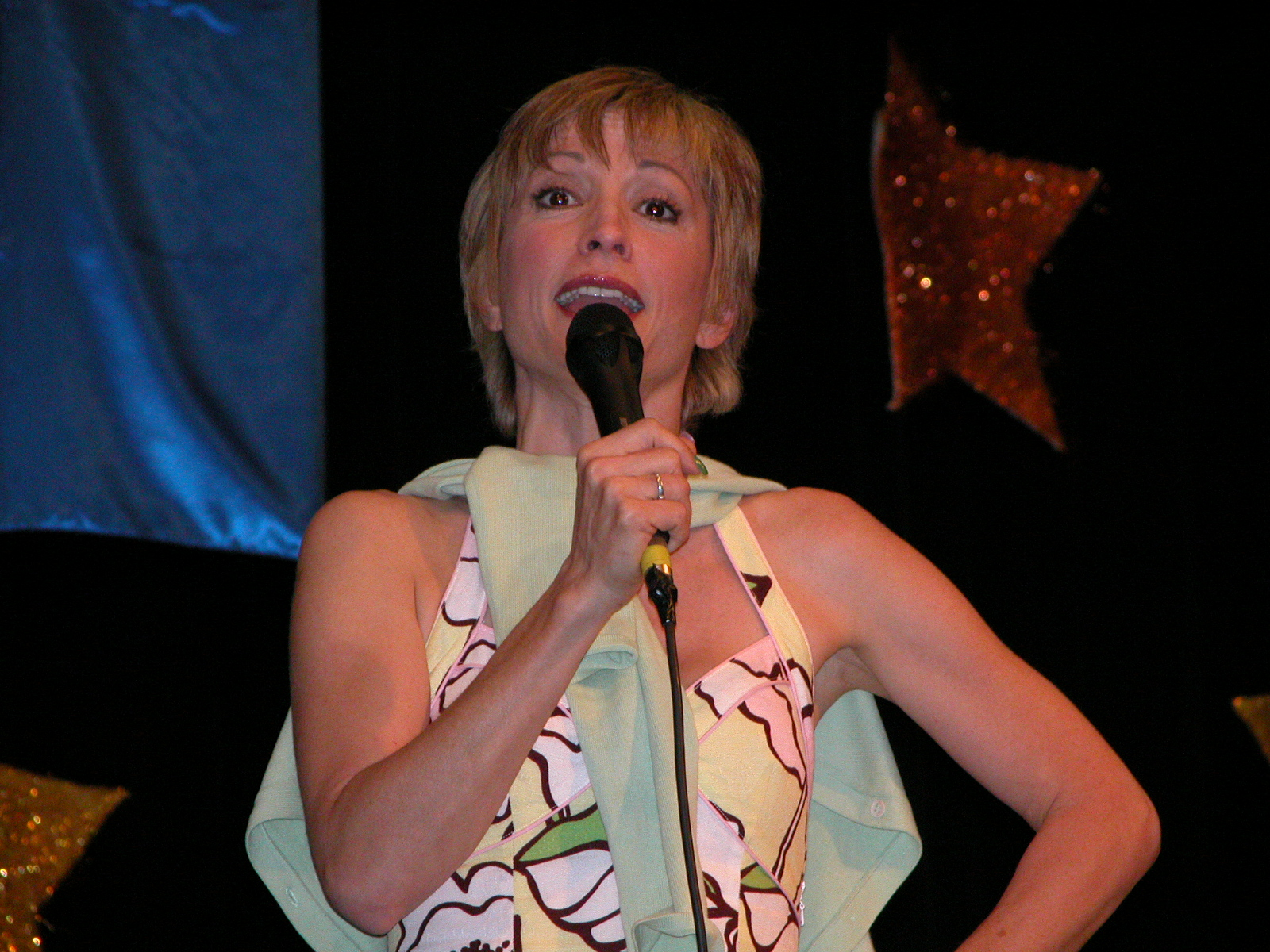
Nana Visitor (Kira Nerys)
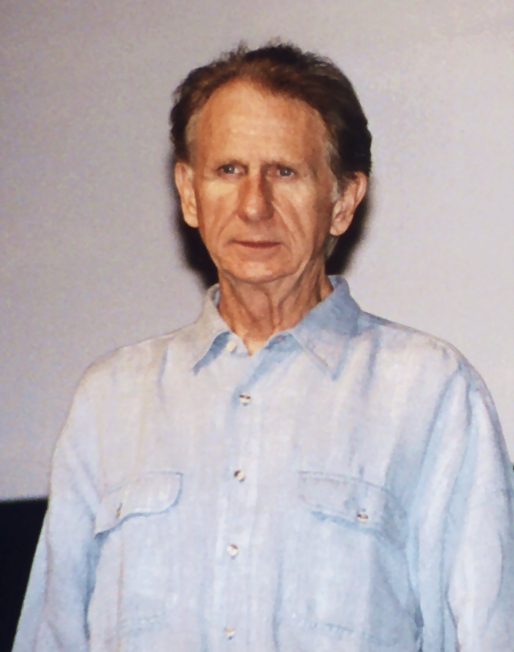
René Auberjonois (Odo)
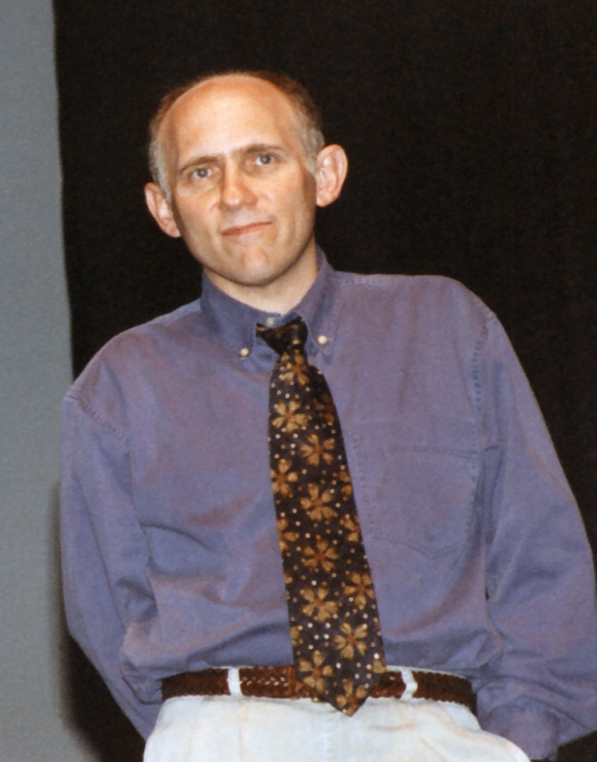
Armin Shimerman (Quark)
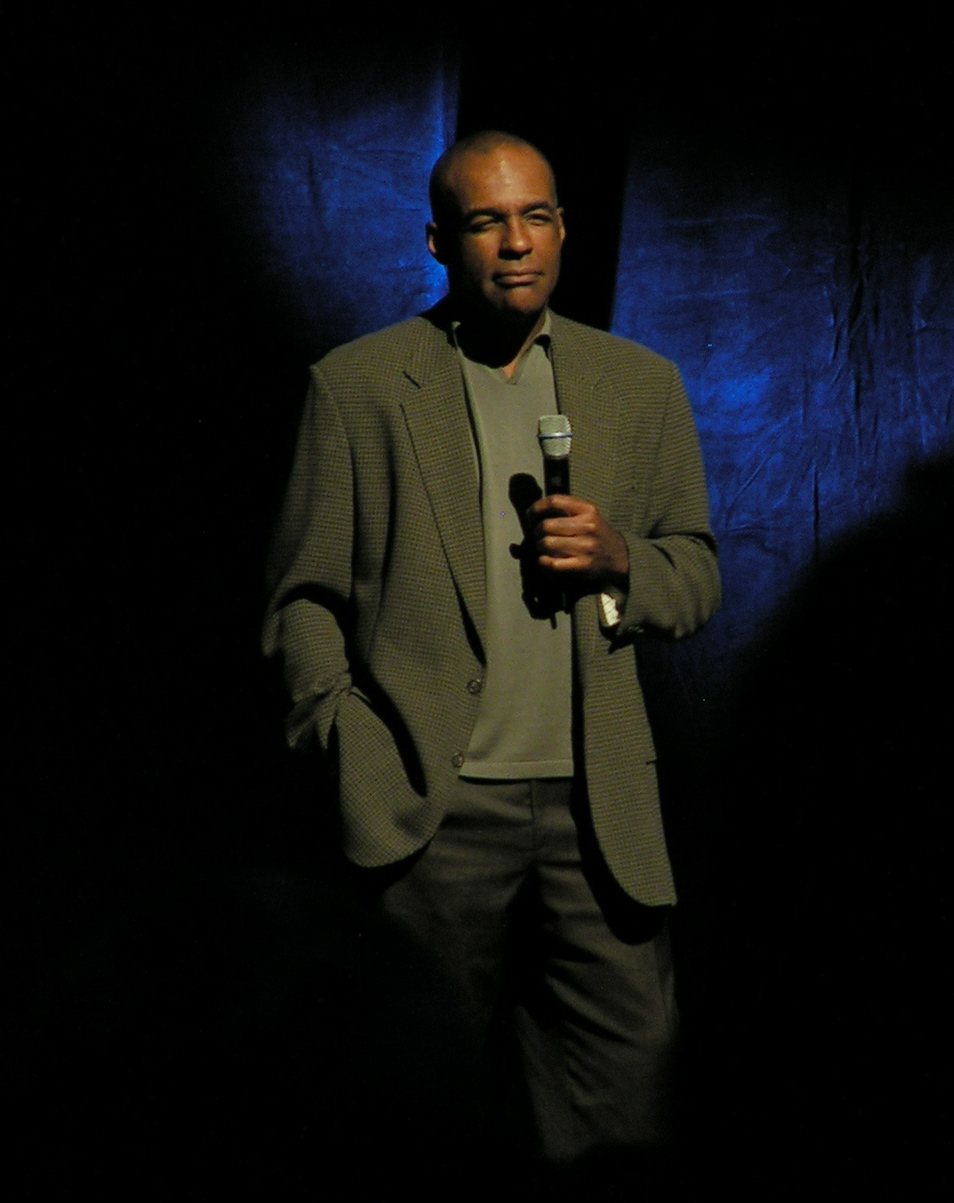
Michael Dorn (Worf)
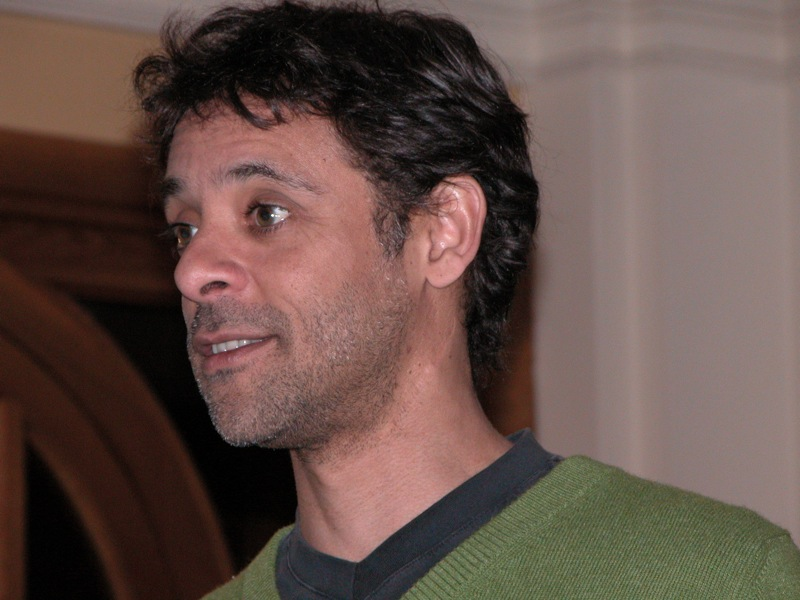
Alexander Siddig (Julian Bashir)
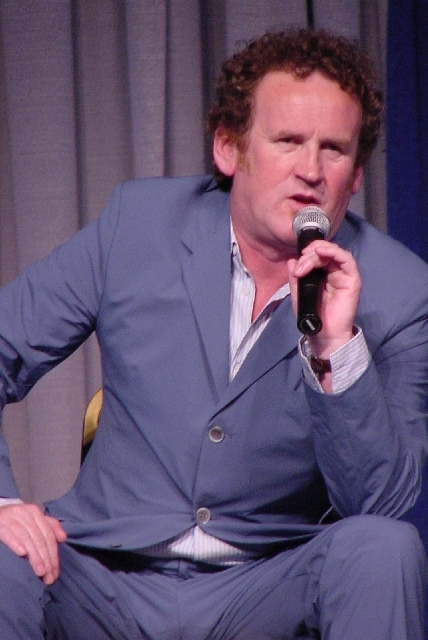
Colm Meaney (Miles O'Brien)
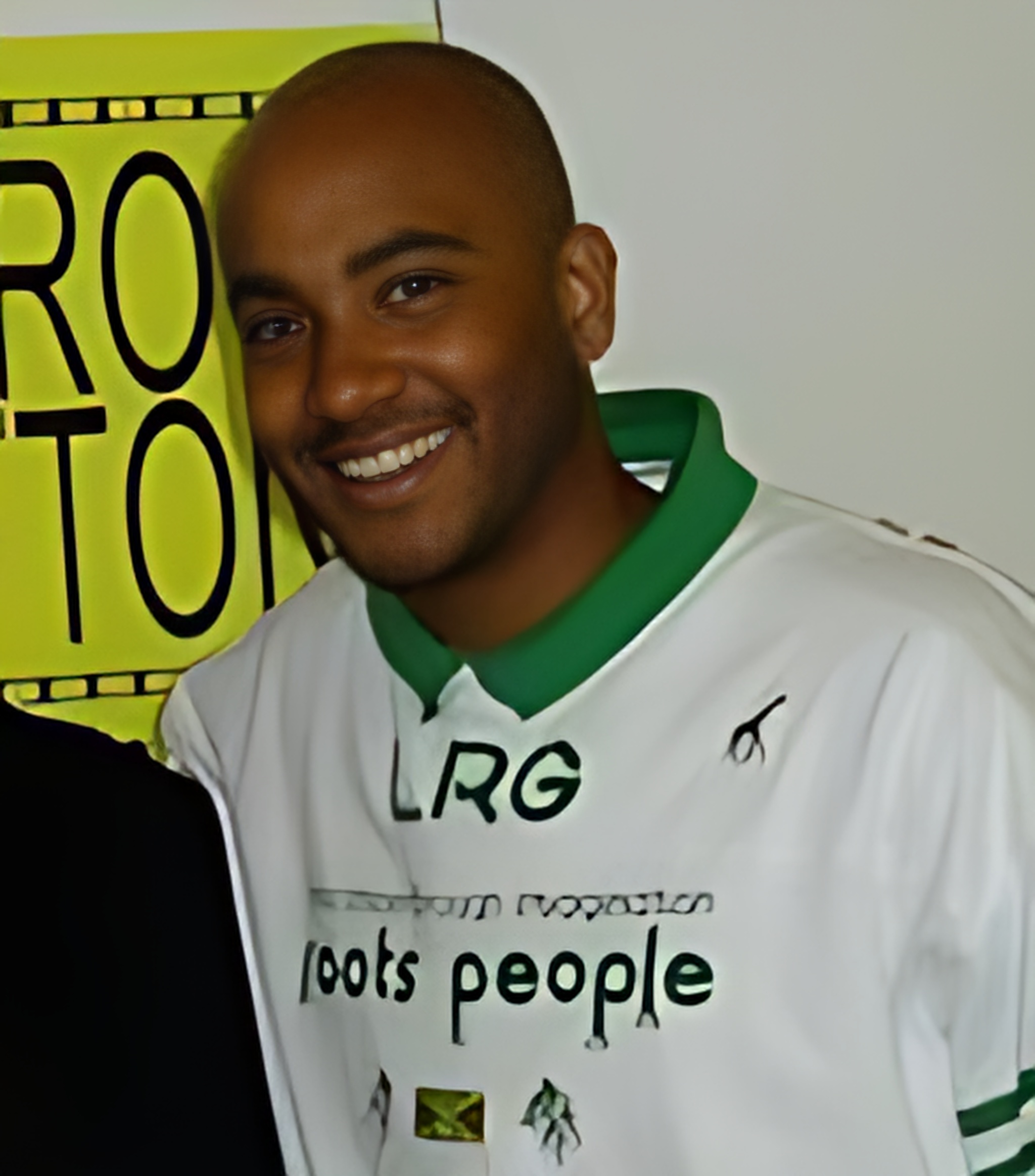
Cirroc Lofton (Jake Sisko)
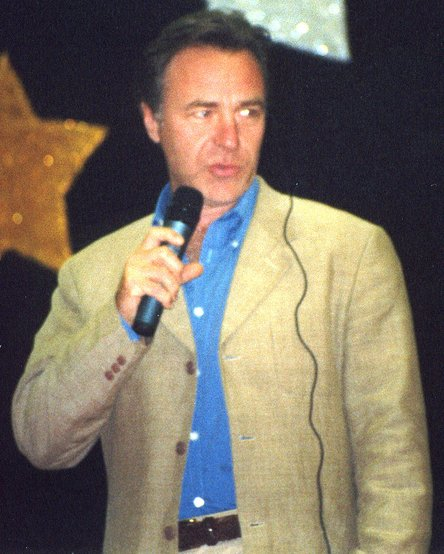
Casey Biggs (Damar)
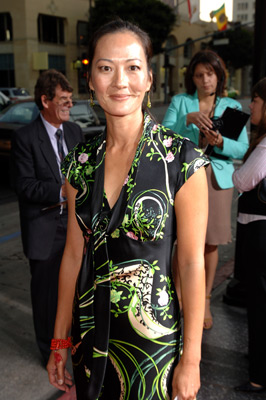
Rosalind Chao (Keiko O'Brien)
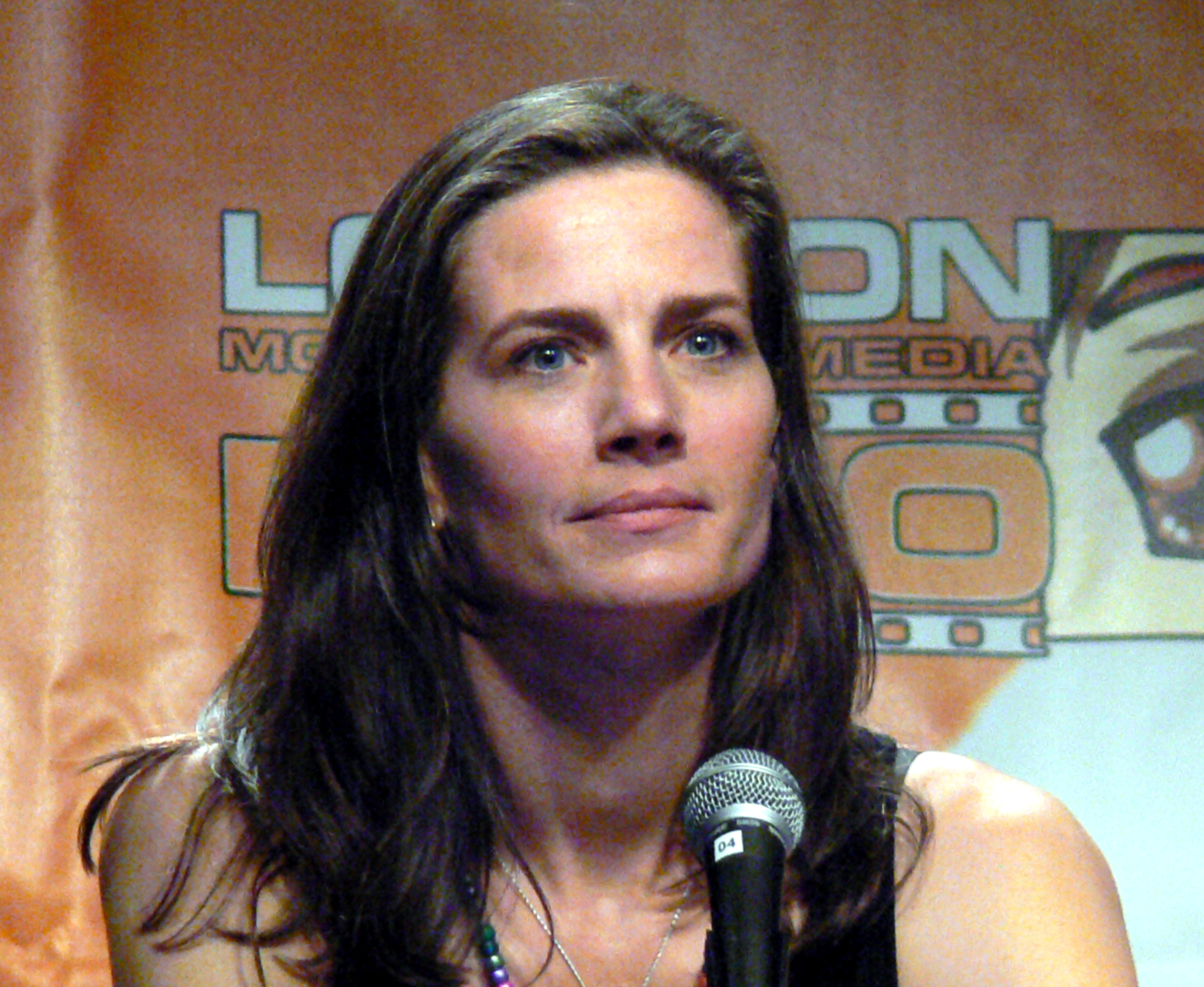
Terry Farrell (Jadzia Dax)
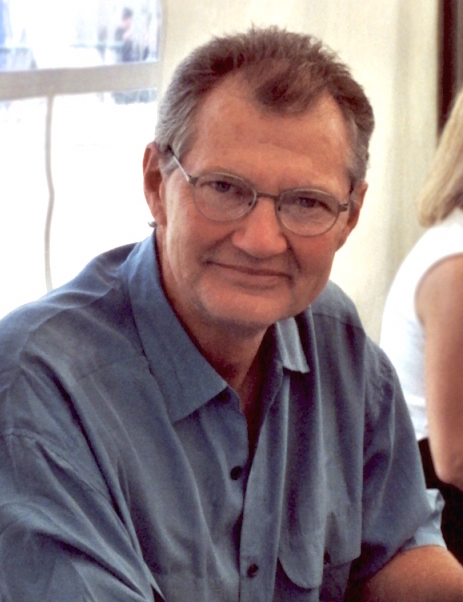
Andrew Robinson (Elim Garak)

### Star Trek: Voyager(1995–2001)
Star Trek: Voyager (även förkortat som ST:VOY, ST:VGR eller VOY) visades under sju säsonger och är den enda Star Trek-serien med en kvinnlig kommendör som huvudperson.
Serien följer äventyren kring besättningen ombord USS Voyager som strandat i Deltakvadranten, sjuttiofemtusen ljusår från jorden. Förutsatt att de inte hittar någon typ av genväg kommer deras resa hem att ta 75 år. Trots att publiksiffrorna initialt var goda föll de senare dramatiskt alltefter serien fortsatte. Det var under denna tid som kritiken mot producenten Rick Berman började ta vid på allvar och många högljudda anhängare krävde att han skulle lämna över ansvaret för Star Trek till någon annan. Figuren Seven of Nine introducerades som en direkt åtgärd mot nedläggningshoten och tittarsiffrorna ökade faktiskt något, vilket möjliggjorde att ytterligare fyra säsonger av serien kunde produceras.
Voyager visades i Sveriges television mellan åren 1998 och 2003.

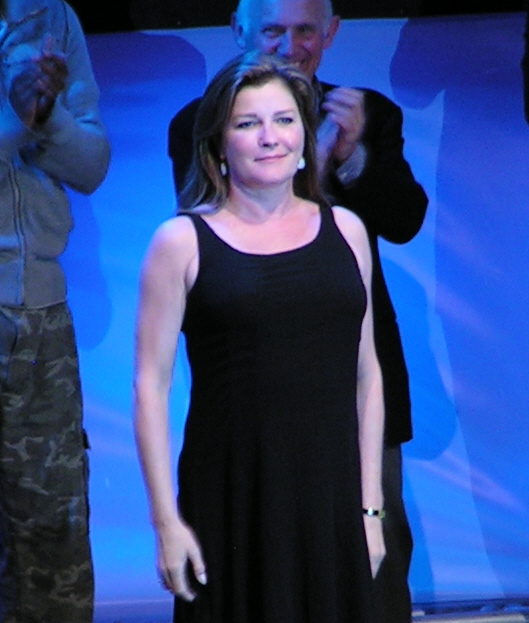
Kate Mulgrew (Kathryn Janeway)
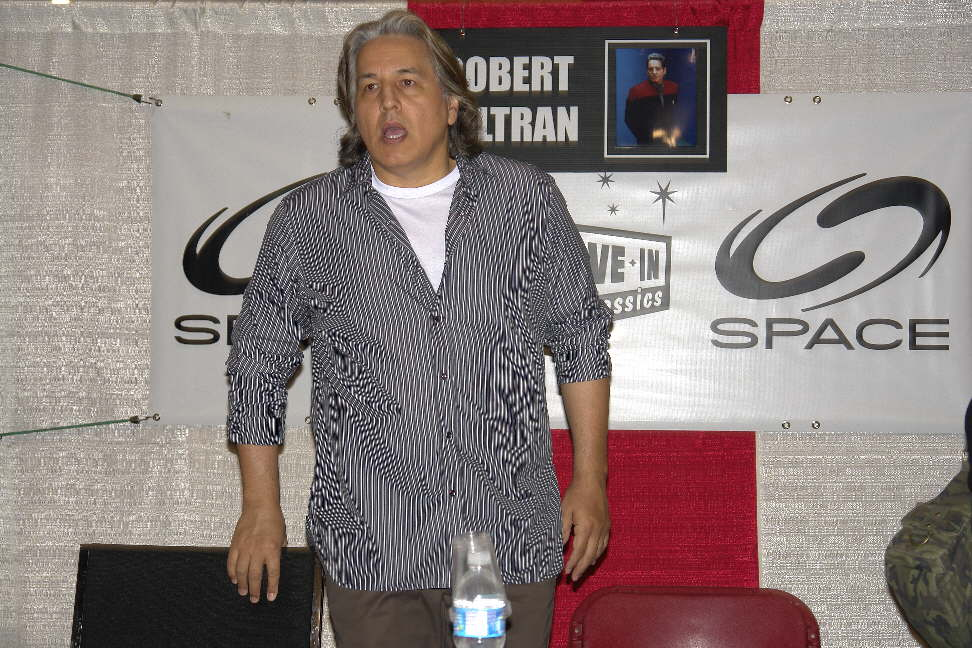
Robert Beltran (Chakotay)
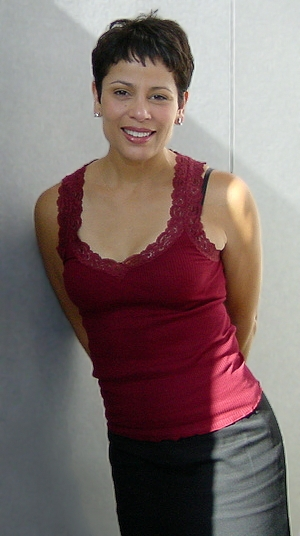
Roxann Dawson (B'Elanna Torres)
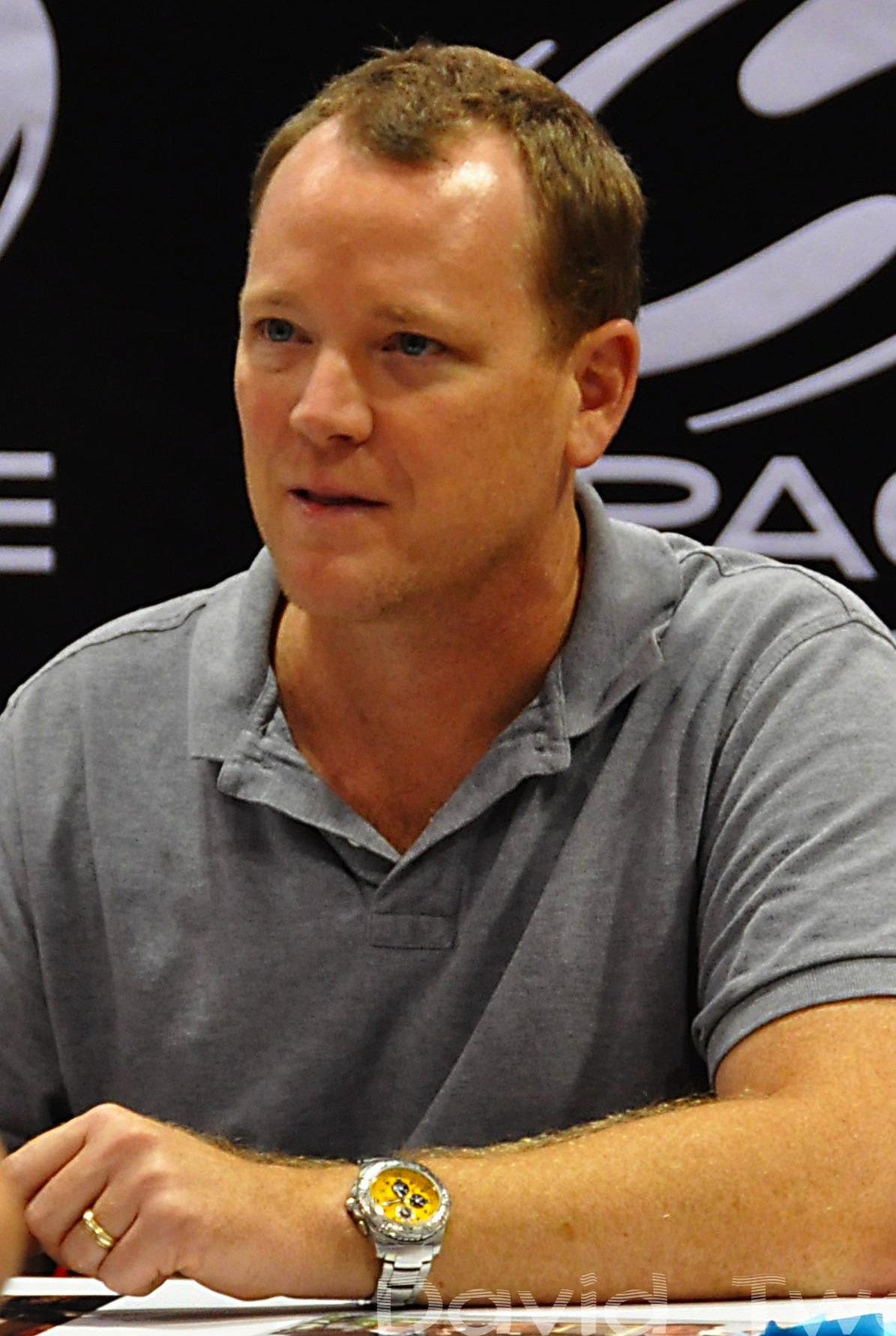
Robert Duncan McNeill (Tom Paris)
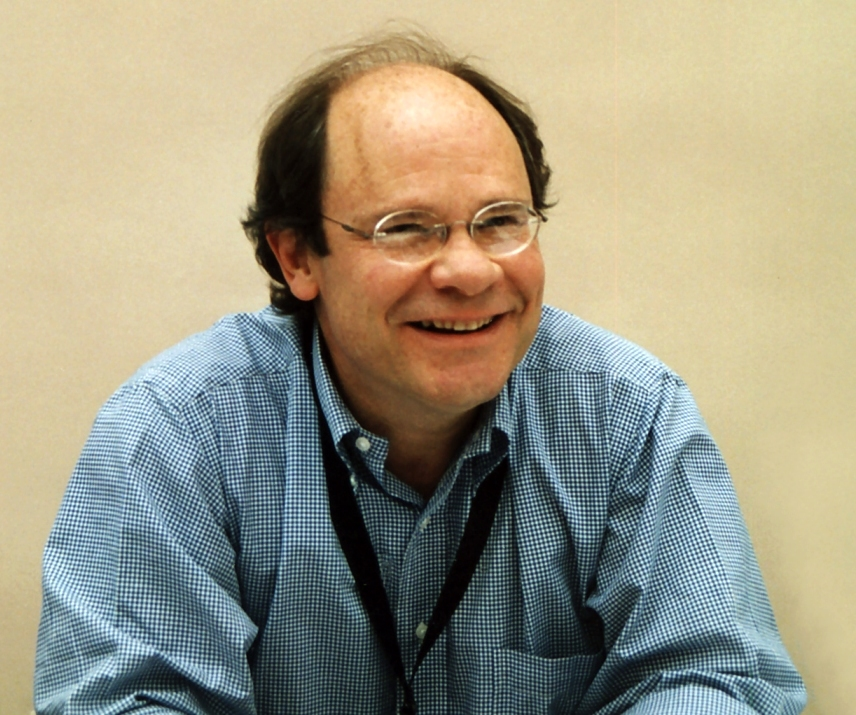
Ethan Phillips (Neelix)
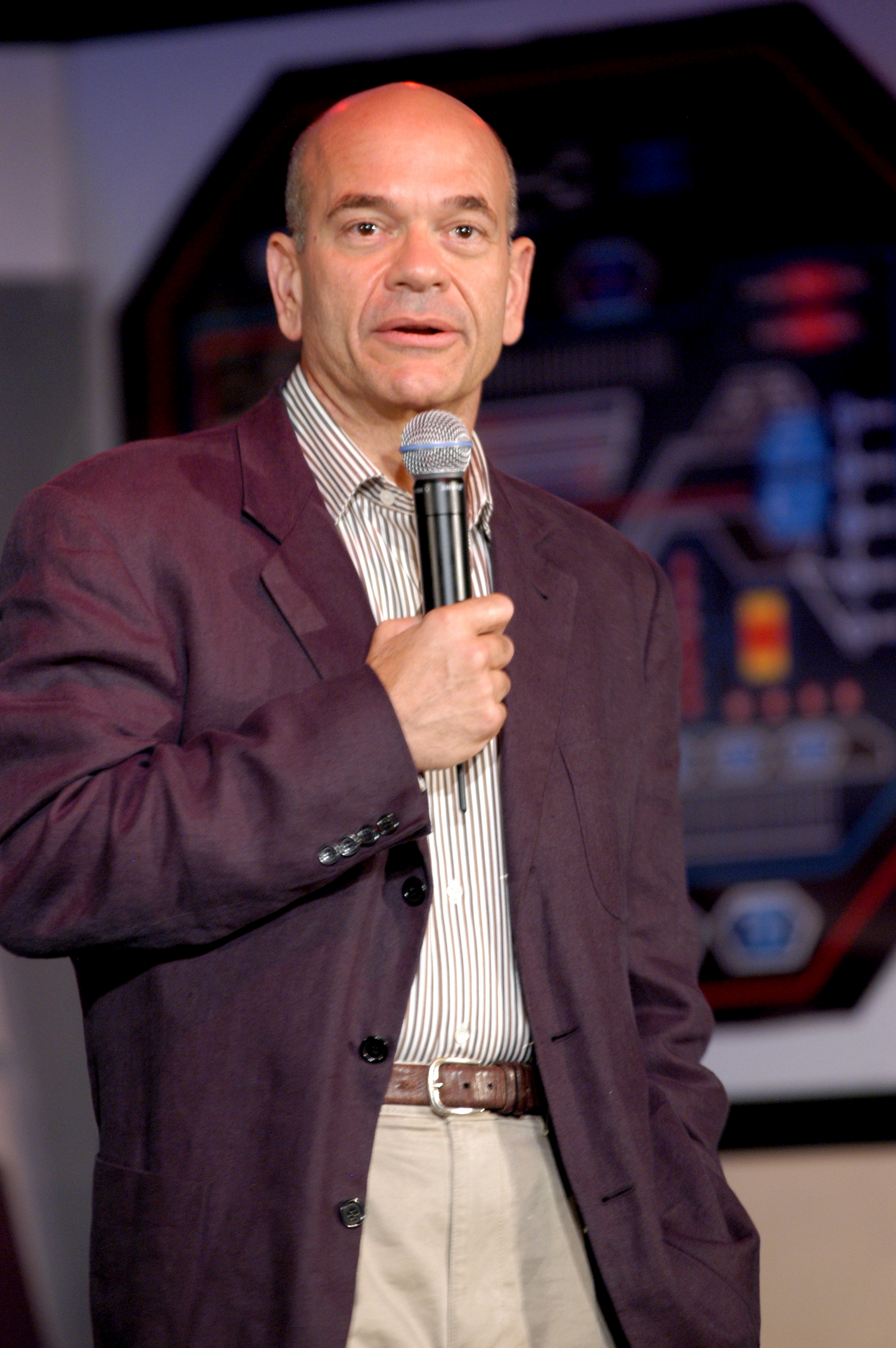
Robert Picardo (The Doctor)
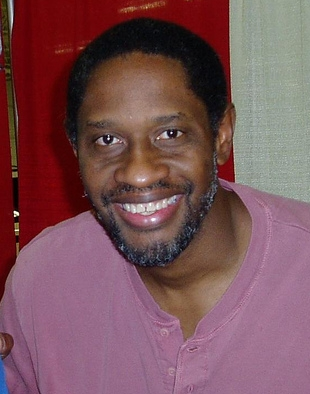
Tim Russ (Tuvok)
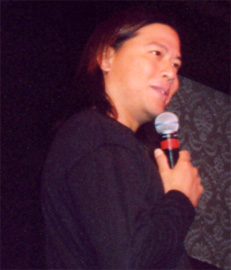
Garrett Wang (Harry Kim)
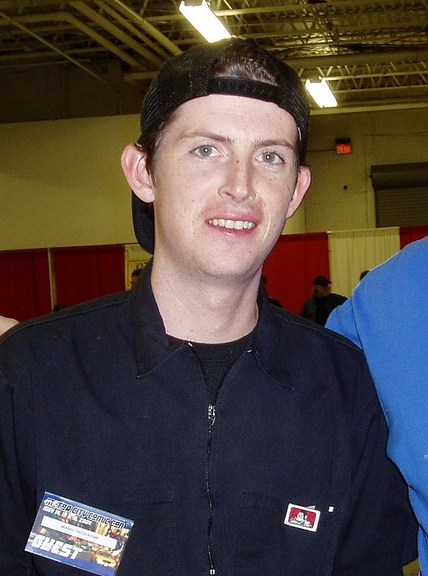
Manu Intiraymi (Icheb)
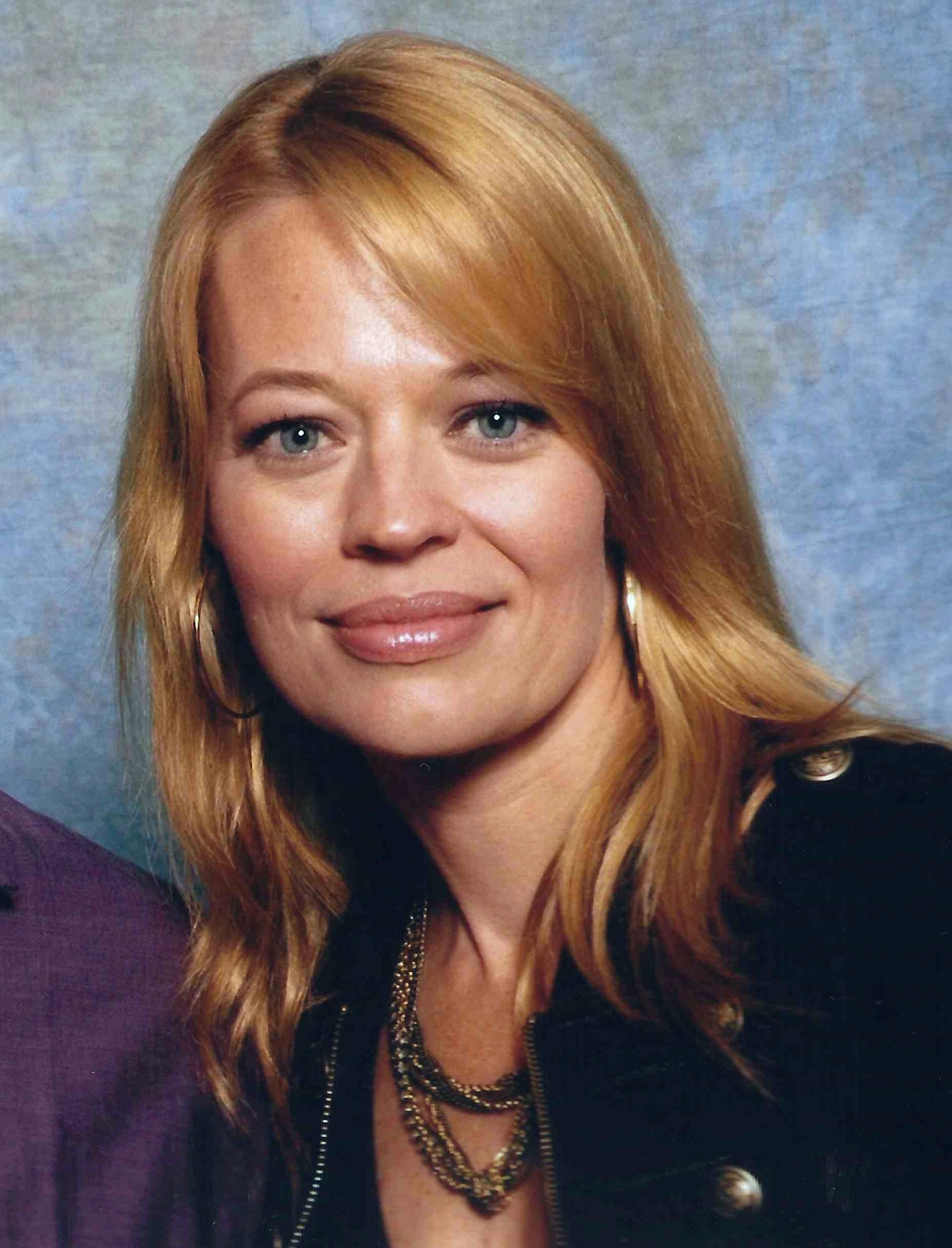
Jeri Ryan (Seven of Nine)

### Star Trek: Enterprise(2001–2005)
Star Trek: Enterprise (kallades bara Enterprise under de två första säsongerna, förkortas ofta ST:ENT eller ENT) utspelar sig tidsmässigt före de andra Star Trek-serierna.
Pilotavsnittet, "Broken Bow", utspelar sig tio år innan bildandet av Federationen och omkring halvvägs mellan händelserna som visades i filmen Star Trek: First Contact och originalserien.
Star Trek: Enterprise skildrar en besättning som utforskar rymden ombord ett rymdskepp som har möjlighet att färdas snabbare och längre än någon människa tidigare gjort. Denna situation är inte något nytt i Star Trek-sammanhang men seriens premisser gör att figurerna inte är bundna till erfarenheter och regler som byggts upp i senare Star Trek-historier.
De amerikanska tittarsiffrorna var aldrig speciellt höga, men precis som originalserien hjälpte Star Trek-anhängare att hålla serien vid liv. Seriens sista avsnitt "These Are the Voyages..." sändes den 13 maj 2005 i amerikansk TV. Totalt producerades 98 avsnitt under 4 säsonger.

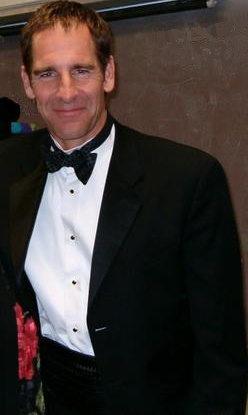
Scott Bakula (Jonathan Archer)
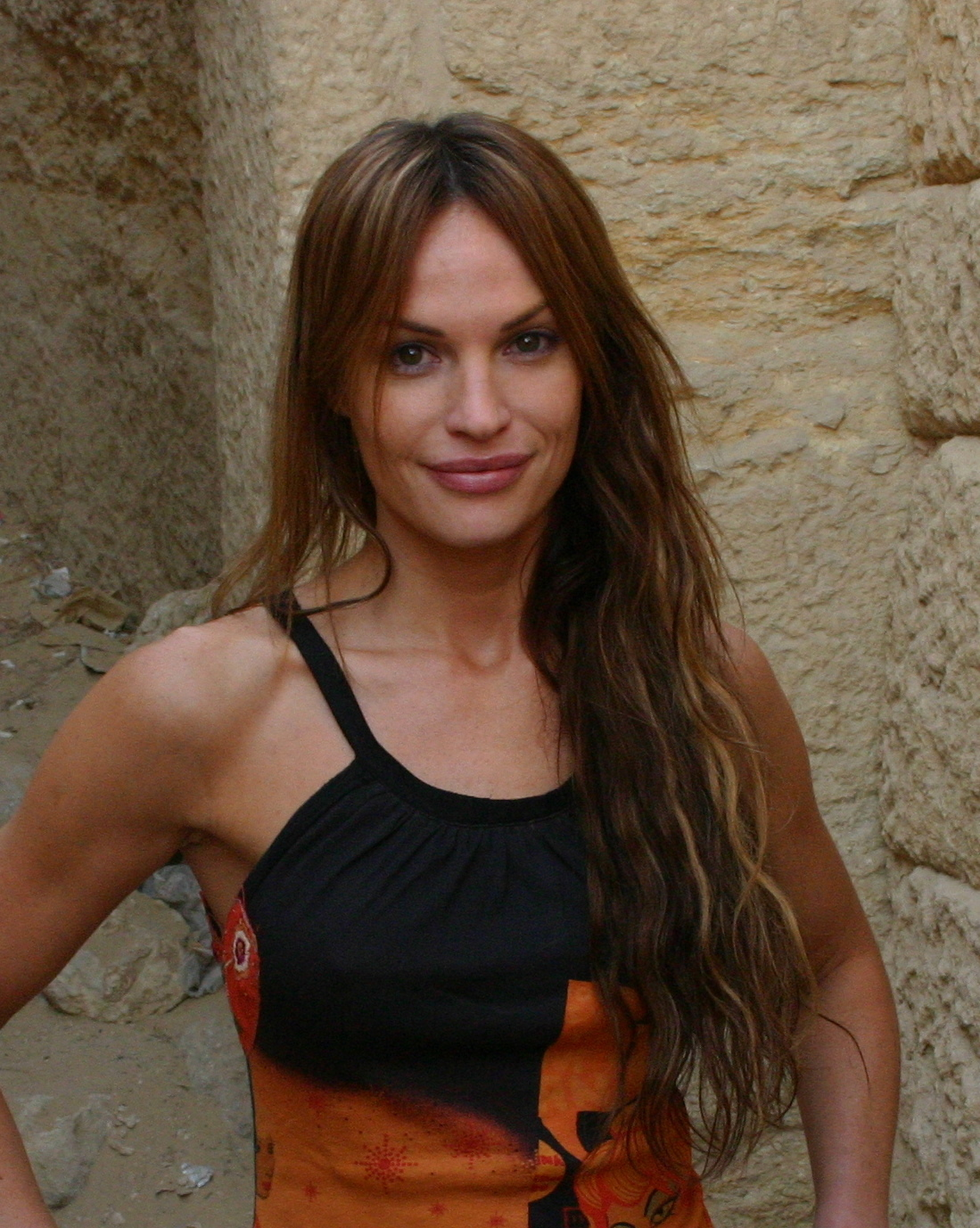
Jolene Blalock (T'Pol)
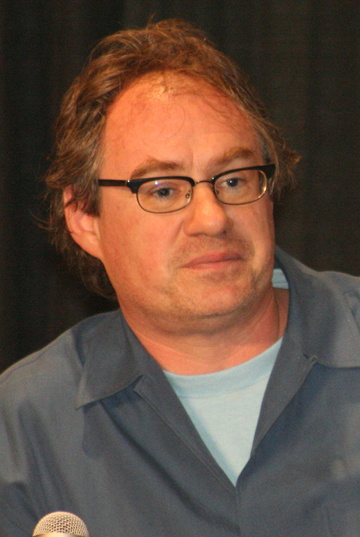
John Billingsley (Phlox)
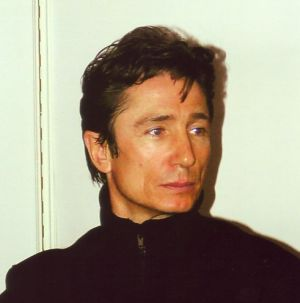
Dominic Keating (Malcolm Reed)
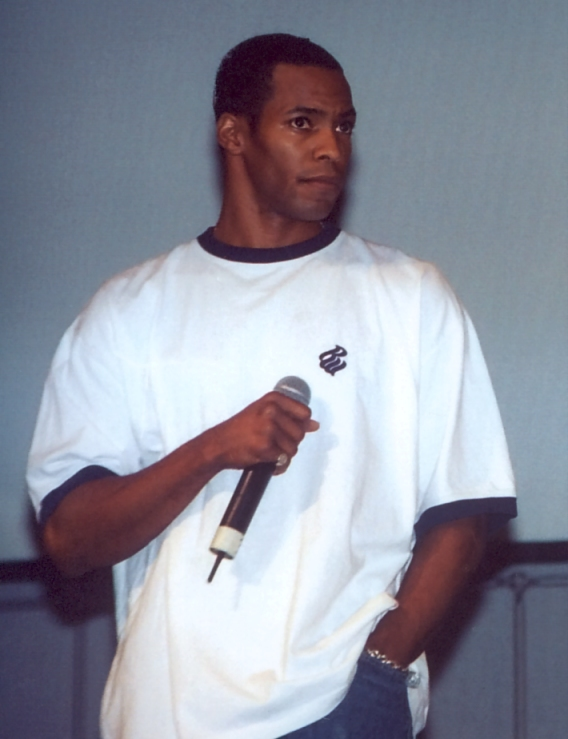
Anthony Montgomery (Travis Mayweather)
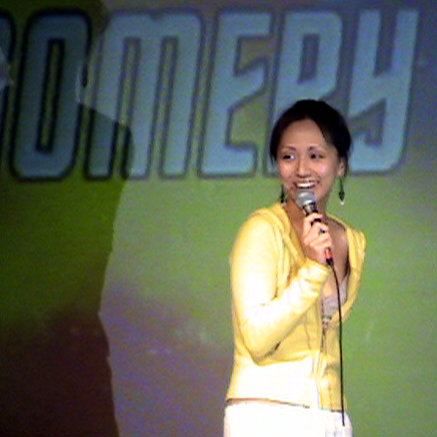
Linda Park (Hoshi Sato)
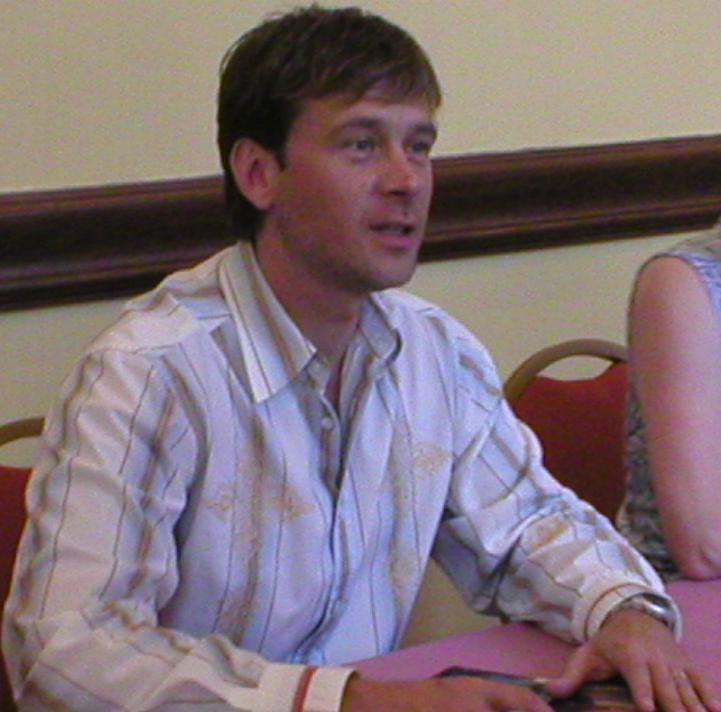
Connor Trinneer (Charles "Trip" Tucker III)

### Star Trek: Lower Decks (2020–)
Huvudartikel: Star Trek: Lower Decks

## Filmer
Totalt har tretton Star Trek-filmer producerats av Paramount Pictures. Traditionellt bland fans är att filmerna med jämnt nummer är överlägset bättre de filmer med udda nummer. Denna tumregel stämmer kanske bäst på de tidiga filmerna, Star Trek II och IV ligger oftast nära toppen på listan över anhängares favoriter medan I och V ofta kommer långt ner. Den första filmen har dock fått mer beröm på sistone då en nyklippt version släpptes på DVD. Ett undantag från jämna-nummer-regeln är den tionde filmen Nemesis som hade lägst antal biobesökare och är en av de mest kritiserade i serien med filmer.
Star Trek (ibland med ordningsnumret XI) filmades under 2007 och hade premiär 2009. Den nya filmen utspelade sig innan de tidigare filmerna kronologiskt och avslöjade hur de olika figurerna träffade varandra.
1973 släpptes Turist Ömer Uzay Yolunda, en turkisk film som till stor del var en remake av avsnittet "The Man Trap" från Star Trek: The Original Series, med element från andra avsnitt i serien och en sidohandling med den redan etablerade figuren Turist Ömer spelad av Sadri Alışık, gjord utan upphovsmännens kännedom. Filmen är internationellt känd under namnet Turkish Star Trek.
| Nr | Titel                                    | Regissör        | Originalmusik     | Besättning      | Premiär                                      |
| --- | ---------------------------------------- | --------------- | ----------------- | --------------- | -------------------------------------------- |
| I | "Star Trek: The Motion Picture"          | Robert Wise     | Jerry Goldsmith   | Originalserien  | 7 december 1979                              |
| När en oidentifierad, främmande rymdvarelse förstör tre kraftfulla klingonkryssare återvänder kapten James T. Kirk till den nyligen ombyggda U.S.S. Enterprise för att ta kommandot för att stoppa den främmande inkräktaren som närmar sig Jorden. |                                          |                 |                   |                 |                                              |
| II | "Star Trek II: Khans vrede"              | Nicholas Meyer  | James Horner      | Originalserien  | 4 juni 1982                                  |
| USS Reliant finner en idealisk testplats för Project Genesis, ett projekt där molekylärbiologen Dr. Carol Marcus utvecklat en maskin som kan skapa liv ur intet. Planeten Ceti Alpha VI visar sig dock inte vara livlös, då Khan Noonian Singh, hans anhang, och skepp Botany Bay, har varit strandade i 15 år. Khan drogar Chekov och hans befälhavare Terrell och tar befälet över Reliant för att hämnas på Kirk. |                                          |                 |                   |                 |                                              |
| III | "Star Trek III: The Search for Spock"    | Leonard Nimoy   | James Horner      | Originalserien  | 1 juni 1984                                  |
| USS Enterprise och dess besättning återvänder till rymdhamnen för några nödvändiga reparationer av skeppet. Väl där får de nyheten att Enterprise ska skrotas. Samtidigt börjar Dr. McCoy bete sig konstigt och James T. Kirk blir tvungen att stjäla sitt gamla skepp och fly genom rymden till en enslig planet för att rädda en vän. |                                          |                 |                   |                 |                                              |
| IV | "Star Trek IV: Resan hem"                | Leonard Nimoy   | Leonard Rosenman  | Originalserien  | 26 november 1986                             |
| Kirk och hans besättning återvänder till Jorden för att ställas inför krigsrätt för att ha stulit och förstört Enterprise. När kommer hem finner de att Jorden är under belägring av en gigantisk sond, som sänder en destruktiv signal avsedd för utdöda knölvalar. Kirk hans besättning reser tillbaka till slutet av 1900-talet för att hämta några valar, för att rädda världen. |                                          |                 |                   |                 |                                              |
| V | "Star Trek V: Den yttersta gränsen"      | William Shatner | Jerry Goldsmith   | Originalserien  | 9 juni 1989                                  |
| På en planet mitt på gränsen för de tre stormakterna (Klingonska imperiet, Romulanska republiken & United Federation of Planets) sker en revolt. Eftersom planeten ligger där den ligger finns diplomater från dessa stormakter där och alla rusar dit för att se till att deras diplomater mår bra. |                                          |                 |                   |                 |                                              |
| VI | "Star Trek VI: The Undiscovered Country" | Nicholas Meyer  | Cliff Eidelman    | Originalserien  | 6 december 1991                              |
| Klingonimperiet och federationen har varit i krig länge. Plötsligt sker en katastrof: månen runt klingonernas hemvärld exploderar och detta leder till att klingonerna blir tvungna att sluta fred med federationen. Under förhandlingarna blir Klingons kansler mördad, och Kapten Kirk tillsammans med Dr. McCoy blir anklagade. |                                          |                 |                   |                 |                                              |
| VII | "Star Trek: Generations"                 | David Carson    | Dennis McCarthy   | Next Generation | 18 november 1994                             |
| Under provflygningen av senaste Enterprisemodellen, Enterprise-B, är Kirk, Scotty och Chekov högtidsgäster för att bevittna jungfrufärden men snart mottager de en nödsignal och Kirk tvingas ta befälet över skeppet. Uppdraget lyckas, men Kirk försvinner mystiskt efter att skeppet träffats av kosmisk energi. 78 år senare undersöker Jean-Luc Picard och hans besättning på Enterprise-D en rymdstation som blivit attackerad av romulaner, och räddar en galen vetenskapsman, som kan utplåna hela solsystem. Picard måste nu ta hjälp av en person, som har varit försvunnen i årtionden. |                                          |                 |                   |                 |                                              |
| VIII | "Star Trek: First Contact"               | Jonathan Frakes | Jerry Goldsmith   | Next Generation | 22 november 1996                             |
| Det kommendör Jean-Luc Picard har fruktat i många år händer. Ännu en borgkub kommer till jorden för att ta över den. Trots att stjärnflottan förstör borgkuben lyckas en mindre kapsel från kuben undkomma. Denna kapsel öppnar en tidsvirvel och reser tillbaka i tiden till mitten av 2000-talet för att förstöra människans första kontakt med civilisationen från Vulcan. Picard och besättningen på rymdskeppet Enterprise följer efter kapseln in i tidsvirveln för att försöka stoppa borgerna.                                                                                             |                                          |                 |                   |                 |                                              |
| IX | "Star Trek: Insurrection"                | Jonathan Frakes | Jerry Goldsmith   | Next Generation | 11 december 1998                             |
| Jean-Luc Picard och besättningen på Enterprise får veta att en avlägsen och fridfull planets befolkning hotas när Stjärnflottan vill utnyttja planetens läkande krafter. Därmed hamnar besättningen i ett moraliskt dilemma: lita på Stjärnflottan, eller bryta mot sina order. |                                          |                 |                   |                 |                                              |
| X | "Star Trek: Nemesis"                     | Stuart Baird    | Jerry Goldsmith   | Next Generation | 13 december 2002                             |
| Efter ett attentat mot den romulanska senaten, utfört av den remanska rebelledaren Shinzon, får Jean-Luc Picard veta att Shinzon är en klon av honom, och att han gärna vill berätta sin sida av saken, nämligen hur romulanerna höll honom och en massa remaner fångna, enbart för sin bakgrunds skull. Picard börjar precis få sympatier för Shinzon, när dennes verkliga planer kommer fram. |                                          |                 |                   |                 |                                              |
| XI | "Star Trek"                              | J.J. Abrams     | Michael Giacchino | Originalserien  | 8 maj 2009                                   |
| En romulan vid namn Nero (Eric Bana), reser tillbaka i tiden för att hämnas på Spock (Leonard Nimoy), och skapar därmed en alternativ tidslinje där Kirks far är död. Flera år senare får vi se en ung och rebellisk James T. Kirk (Chris Pine) ta första steget in i Stjärnflottan, där han får vara med om en rad händelser som formar hans framtid, däribland stoppa Nero från att förinta Federationen. |                                          |                 |                   |                 |                                              |
| XII | "Star Trek Into Darkness"                | J.J. Abrams     | Michael Giacchino | Originalserien  | 17 maj 2013                                  |
| Efter att ha kallats hem till Jorden, finner Enterprises besättning en till synes ostoppbar kraft som har angripit Stjärnflottan och lämnat Jorden i kaos. Kapten Kirk och besättningen på U.S.S. Enterprise får uppdraget att leda den dödliga förbrytarjakten för att tillfångata de ansvariga och lösa en gammal konflikt. |                                          |                 |                   |                 |                                              |
| XIII | "Star Trek Beyond"                       | Justin Lin      | Michael Giacchino | Originalserien  | 7 juli 2016 (Australien), 22 juli 2016 (USA) |

## Övrigt

### Datorspel
Det första datorspelet hette endast Star Trek, ett textbaserat spel programmerat i BASIC som gjordes 1971 till SDS Sigma 7 och HP 2000C. En utökad version av spelet kallad Super Star Trek släpptes senare.
Datorspelet Star Trek: Phaser Strike släpptes till den portabla konsolen Microvision 1979, och var ett av de första licensspelen.
Under 1998 slöt Viacom ett avtal med Activision för produktion av Star Trek-datorspel. Flera spel släpptes under detta avtal men år 2003 startade Activision en rättsprocess mot Viacom då de ansåg att de inte höll sig till uppgörelsen eftersom varumärket Star Trek inte längre var lika värdefullt som det en gång varit. Activision sade upp avtalet och ansökte om kompensation för förluster.
- Star Trek: 25th Anniversary (1992)
- Star Trek: Judgment Rites (1993)
- Star Trek Generations: Beyond the Nexus (1994)
- Star Trek: Starfleet Academy (1997)
- Star Trek: Starfleet Command (1999)
- Star Trek: Hidden Evil (1999)
- Star Trek: Armada (2000)
- Star Trek: Invasion (2000)
- Star Trek: Voyager: Elite Force (2000)
- Star Trek: Away Team (2001)
- Star Trek: Armada II (2001)
- Star Trek: Bridge Commander (2002)
- Star Trek: Elite Force II (2003)
- Star Trek: Shattered Universe (2004)
- Star Trek: Encounters (2006)
- Star Trek: Legacy (2006)
- Star Trek: Conquest (2007)
- Star Trek Online (2010)
- Star Trek: The Video Game (2013)

m.m.

### Romaner
Bokförlaget Pocket Books som ger ut Star Trek-romaner som baseras på de olika TV-serierna planerar att även i fortsättningen ge ut Star Trek-litteratur. Tidigare har Star Trek-romaner även getts ut av Bantam Books och Ballantine Books.

### Rollspel
Last Unicorn Games publicerade under 1998 Star Trek Next Generation Roleplaying Game. Ett flertal kampanjböcker samt grundböcker till Deep Space 9 och Original Series publicerades under 1999.
Spelföretaget Decipher gav ut Star Trek Roleplaying Game med material som omfattade alla serier och då utgivna filmer. Åren 2002–2003 gavs sex böcker ut men sedan upphörde utgivningen i bokform och 2005 släpptes två böcker i PDF-format. Efter 2006 har inga nya rollspel publicerats, utan endast uppdateringar av gamla rollspel.

### Serier
Flera serier har publicerats av bland annat Gold Key, Marvel Comics och DC Comics.
Sedan 2007 kommer nya Star Trek-serier från IDW Publishing.
I Sverige har serier med Star Trek publicerats i serietidningarna Serienytt, Star Trek, Spock, och Star Trek: The Next Generation.

### Fandom
Star Trek har sedan länge haft många fans, och flera av dem har valt att kalla sig för trekkers (dock har vissa fans valt att kalla sig "trekkies" istället). Dessa fans har skapat en stor mängd material kring Star Trek, såsom fanzin, fanfiction, och fanfilmer. Termerna Mary Sue och slash fiction kommer ursprungligen från Star Treks fandom.